# ディーゼルエンジン

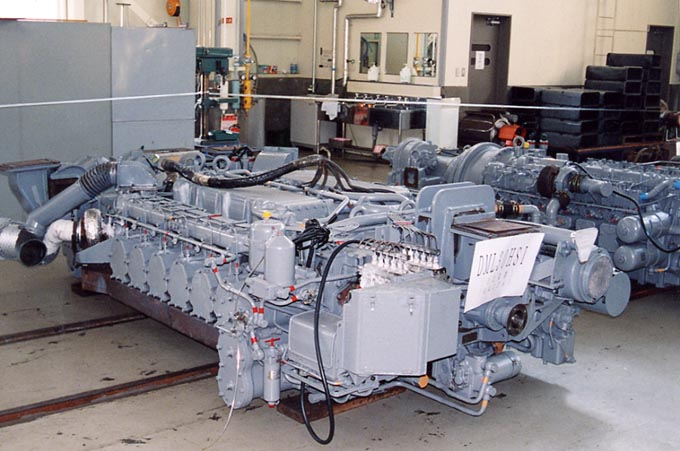
鉄道車両（国鉄183系気動車）用の高速ディーゼルエンジンの一例。DML30HSI形ディーゼルエンジン
180°V型12気筒排気量30 L(440 PS/1,600 rpm)

4サイクル・ディーゼルエンジンの動作

ディーゼルエンジン（英: Diesel engine）は、ディーゼル機関とも呼ばれる内燃機関であり、ドイツの技術者ルドルフ・ディーゼルが発明した往復ピストンエンジン（レシプロエンジン）である。1892年に発明され、1893年2月23日に特許が取得された。
ディーゼルエンジンは燃焼方法が圧縮着火である「圧縮着火機関」に分類され、ピストンによって圧縮加熱された空気に液体燃料を噴射することで着火させる。液体燃料は発火点を超えた圧縮空気内に噴射されるため自己発火する。
実用化された単体の熱機関としては最も熱効率に優れる種類のエンジンであり、また、軽油・重油などの石油系の他にも、発火点が225 ℃程度の液体燃料であれば、スクワレン、エステル系など広範囲に使用可能である。汎用性が高く、自動車用小型高速機関から巨大な船舶用低速機関まで、さまざまなバリエーションが存在する。
エンジンの名称は発明者にちなむ。日本語では「ディーゼル」と表記されるのが一般的であり、古くからの「ヂーゼル」「ジーゼル」「デイゼル」とも表記される。日本の自動車整備士国家試験ではジーゼルエンジンと表記している。

## 仕組み
ピストンで空気を燃料の発火点以上に圧縮加熱し、そこに燃料を噴射して自己発火させる。これにより生じた燃焼ガスの膨張でピストンを押し出す「圧縮着火拡散燃焼機関」である。ディーゼルエンジンの本質は「点火装置が不要な内燃機関」である。
ディーゼルエンジンは、4ストロークサイクルと、2ストロークサイクルに大別される。理論サイクルの分類では、低速のものがディーゼルサイクル（等圧サイクル）、高速のものはサバテサイクル（複合サイクル）として取り扱われる。
ディーゼルエンジンは燃料噴射量で出力を制御するため、スロットルバルブを必要としない。すなわち、常時吸入空気余剰の希薄域で運転される。ただし、不均一な拡散燃焼のため、全体では希薄であっても、部分的に燃え残りの粒子状物質 (PM)が発生する。同時に、燃料が希薄な領域では窒素酸化物（NOx）が発生することになる。
燃料噴射装置を用いて燃焼室に燃料を高圧で噴射する。燃焼室形状の違いで、単室の直接噴射式と副室式（予燃焼室式・渦流室式）に分かれる。1990年代以降に燃料噴射圧を上げることが可能になったため小排気量エンジンでも直接噴射式が主流であり、乗用車や小型商用車など、気筒あたりの容積が700 cc 程度より小さいエンジンで一般的であった副室式は、窒素酸化物（NOx）と未燃焼炭化水素の発生は少ないが、低効率のため使われなくなった。今日ではディーゼル燃料で大型ガスエンジンを点火するときに副室式が用いられる。

## 特徴
ディーゼルエンジンは圧縮着火のため高圧縮比となる。一般にピストンエンジンは圧縮比＝膨張比であることから、高圧縮比、高膨張比エンジンとすると熱効率が高まる。圧縮比を上げることを気体の熱力学だけで解析すると、対数的に効率は上がり続けるものの圧縮比15を超えると伸び悩む。一方で高圧縮は摩擦損失と可動部品の重量増による慣性損失を増大させ、特に高回転で機械損失が急増する。また高圧縮になるほど着火しやすいが、むしろ着火により完全燃焼しにくくなるため、適正な圧縮比は14台だといわれている。膨張比はより大きくても良い。ただし、低温時や高地でのエンジン始動性のため圧縮比は14より大きいものが多い。
ディーゼルエンジンは高圧縮比エンジンなので発火点さえ確保できれば精製度の低い安価な燃料を使用できる（重油やいわゆるサラダ油・廃潤滑油も使用できる。ただし場合によりアセトン・ナフサ・アルコールおよび予熱で流動性を高める必要がある）。ただし、その実現には高価な前処理装置や特殊なエンジンオイルが必要になる。低燃費だがエンジン本体に高い圧縮比に耐え得る構造強度が必要になるため大きく重くなり、初期費用が高い。稼動回転域はガソリンエンジンより低回転でかつ狭いため、車両の発進には有利だが、より多段の変速機が必要になる。
拡散燃焼の特徴から気筒容積あたりの出力が低い代わりに、気筒容積に制限がなく、巨大なエンジンを実現できる。熱効率は良いので必要な出力が得られるまでエンジンを大型化することができる。この場合、大型ほど低速回転になるが、これは大型船舶など低速回転・大出力が必要な用途においては極めて都合がよく、実際に超大型低速ディーゼルエンジンが大型商船の主機関として広く用いられている。
空気だけを圧縮した中で燃料が自己発火するため、予混合燃焼ガソリンエンジンで問題となるノッキング（というよりノッキングの原理を逆用して着火させるようなものである。）やデトネーションが発生しない。そのため過給による吸入充填量の増加で気筒容積あたりの低出力を補うことが容易である。スロットルバルブを持たず低速でも排気圧力が高いことから、ターボチャージャーにより排気エネルギーの一部を回収し、効率を維持したまま排気量1リットル当たりの出力を100馬力程度からそれ以上にすることも可能である。

### 4ストロークと2ストローク
一般的な中速、高速ディーゼルエンジンには4ストローク機関が使われ、大型船舶や大型発電には、低速2ストローク・ユニフロー掃気ディーゼルエンジンが使われている。2ストロークエンジンで新気をシリンダーに送り込むためには、何らかの過給が必要となる。ガソリンエンジンでは安価なクランクケース圧縮が使われているが、ディーゼルエンジンでは過給機と頭上排気弁を併用するユニフロー掃気ディーゼルターボエンジンだけが生産中である。
4ストロークサイクル・ディーゼルエンジンの各行程:
1. 吸入行程 - ピストンが下死点まで下がり、空気をシリンダー内に吸い込む
2. 圧縮行程 - ピストンが上死点まで上がり、空気をシリンダー内で圧縮加熱する
3. 膨張行程 - 燃焼室内の高温高圧の空気に燃料を噴射すると、燃料が自己発火し、膨張した燃焼ガスがピストンを下死点まで押し下げる
4. 排気行程 - フライホイールの慣性や、他の気筒での膨張などによりピストンが上死点まで上がり、燃焼ガスをシリンダー外に押し出す

2ストロークサイクル・ディーゼルエンジンの各行程（ユニフロー掃気の場合）:
1. 上昇行程 - ピストンの上昇によって掃気ポート、排気弁の順にふさがれ、前半までに掃気が完了し、後半（過半）で圧縮が行われる。その後に圧縮上死点付近で燃料を噴射し点火する。
2. 下降行程 - 前過半で膨張が行われた後、排気弁が開き、内圧が下がり、直後にピストンの下降によって掃気ポートが開き、吸気が排気を押し出す、掃気が始まる。

### 燃焼行程
1. 拡散燃焼
  - ディーゼル機関は噴霧燃焼における液滴の拡散燃焼である。燃焼室内の圧縮加熱した空気に液体燃料を噴射すると、複数の微細な液滴が蒸発しながら、個別に表面の拡散域が燃えやすくなり、自己発火と拡散燃焼を繰り返し、隣の液滴に燃え拡がる。近年、液滴間の燃え拡がりの主要因は着火に伴うマランゴニ対流による蒸発ガスの噴出で、着火を伝播すると分かった。そして重力下では高圧になるほど、自然対流により、マランゴニ対流が阻害され、燃え拡がり速度が低下する。その他、高圧になるほど熱拡散率と物質拡散係数も減少するため、燃え拡がり速度に限界がある[1]。
  - 拡散燃焼は一気に着火、燃焼しないので、火花点火・均一予混合燃焼で起こる点火プラグを起点に広がる火炎面の伝播はない。適切な着火遅れは拡散、混合域の拡大により、良好な拡散燃焼をもたらし、燃焼室の隅には空気だけが止まっているので圧縮比が高くても異常燃焼によるノッキングは発生しない。ただし低温始動時や着火性の悪い燃料では長い着火遅れから一気に予混合的に燃焼するディーゼルノックが発生する。
  - 軽油ディーゼルが確実に低温始動するため圧縮比を16 - 18程度にしてきた。この高圧縮比では暖機後の高負荷時に大量の燃料噴射が行われると、燃焼室が大幅に発火点を超えているため、燃料が著しく不均一で濃い領域において、気化する前の液滴まで早期に発火し低酸素状態で不完全燃焼して大量のスス状PMが発生していた。PMは発がん性のある大気汚染物質となる。本来は十分に拡散して気化しかけている液滴の表面から内部に向かって完全燃焼したい。さらに完全燃焼する条件でも空気余剰の燃焼ガスが高温、高圧となるため、余った酸素と窒素が結合し窒素酸化物（NOx）も大量発生する。
  - 従来は「圧縮着火」の条件を優先し、「拡散燃焼」にとっては高圧すぎて、過早着火による不完全燃焼により排気ガスが汚く、効率も低下していた。高圧縮の問題を低減しつつ、上死点で点火したときの十分な膨張比を考えると、自動車用軽油ディーゼルの圧縮比は14台が良いとされている。この圧縮比で燃料が自己発火できる手段として燃料噴射の高圧化と多段噴射が必要になる。高圧燃料噴射で油滴を微細化して気化しやすくし、多段燃料噴射によって空気を含んだ拡散領域を拡大し、高温になりすぎない雰囲気で完全燃焼をさせる。低温始動には#予熱機構を拡充する。
  - このような不均一な拡散燃焼とは均一混合気が燃焼室全体に広がる前に発火しているに等しいので原理的にシリンダー容積を使い切ることが難しく、容積あたりの出力が低い。高圧縮であることから燃焼速度が遅く、高回転で運転できない。
2. PCCI（予混合圧縮着火）
  - 1995年にはディーゼル機関の低負荷領域でPCCI（Premixed Charged Compression Ignition、〔不均一〕予混合圧縮着火）が実用化される。これは吸気過程で燃料を噴射し不均一な予混合気を生成した後に一気に圧縮着火させるもので、制御されたノッキングと言えるものである。予混合燃焼なのでPMが発生しないうえに、EGRと併用して低負荷時の燃焼温度を低下し、ディーゼルノックとNOxを低減しながら、希薄燃焼による燃費を向上する手段とされている[2]。
  - ただしPCCIは高負荷時には激しいディーゼルノックを発生させるため使用できない。高負荷時の有害排気低減には圧縮比14台で、きれいな拡散燃焼を実現することが必要になる。

### 燃料噴射装置（燃料噴射ポンプと燃料噴射弁）
ディーゼルエンジンにおいて燃料噴射が着火と燃焼の制御手段なので、噴射装置は重要な部品となる。現在2,000 bar（約2,000気圧）程度の高圧と多段噴射が必要とされており、かなりの高額部品になっている。自動車用ディーゼルエンジン・コストの半分は燃料噴射系で占める。
初期から50年ほどは大型エンジンの起動用と共有する圧縮空気で燃料を噴射する「空気噴射」もあったが、効率が悪く圧力を高められないために廃れた。燃料だけを高圧噴射する「無気噴射」になった後の経緯を以下に示す。

#### 従来の方法
かつてはプランジャーポンプの一行程の加圧と吐出だけで一回の燃料噴射を実現する「ジャーク式」ポンプだったので、多段噴射できなかった。噴射量は機械制御によるプランジャーの有効ストローク量で決まった。従来のジャーク式ポンプはエンジン回転数や負荷によって燃料圧力と噴射量が変化する欠点がある。燃料噴射弁は燃料圧力の増減で従属的に自動開閉するものだった。いずれも噴射ポンプと噴射弁の間にある長い噴射管を毎回低圧に戻す影響のため、噴射圧が低く、近年では使われなくなってきた。

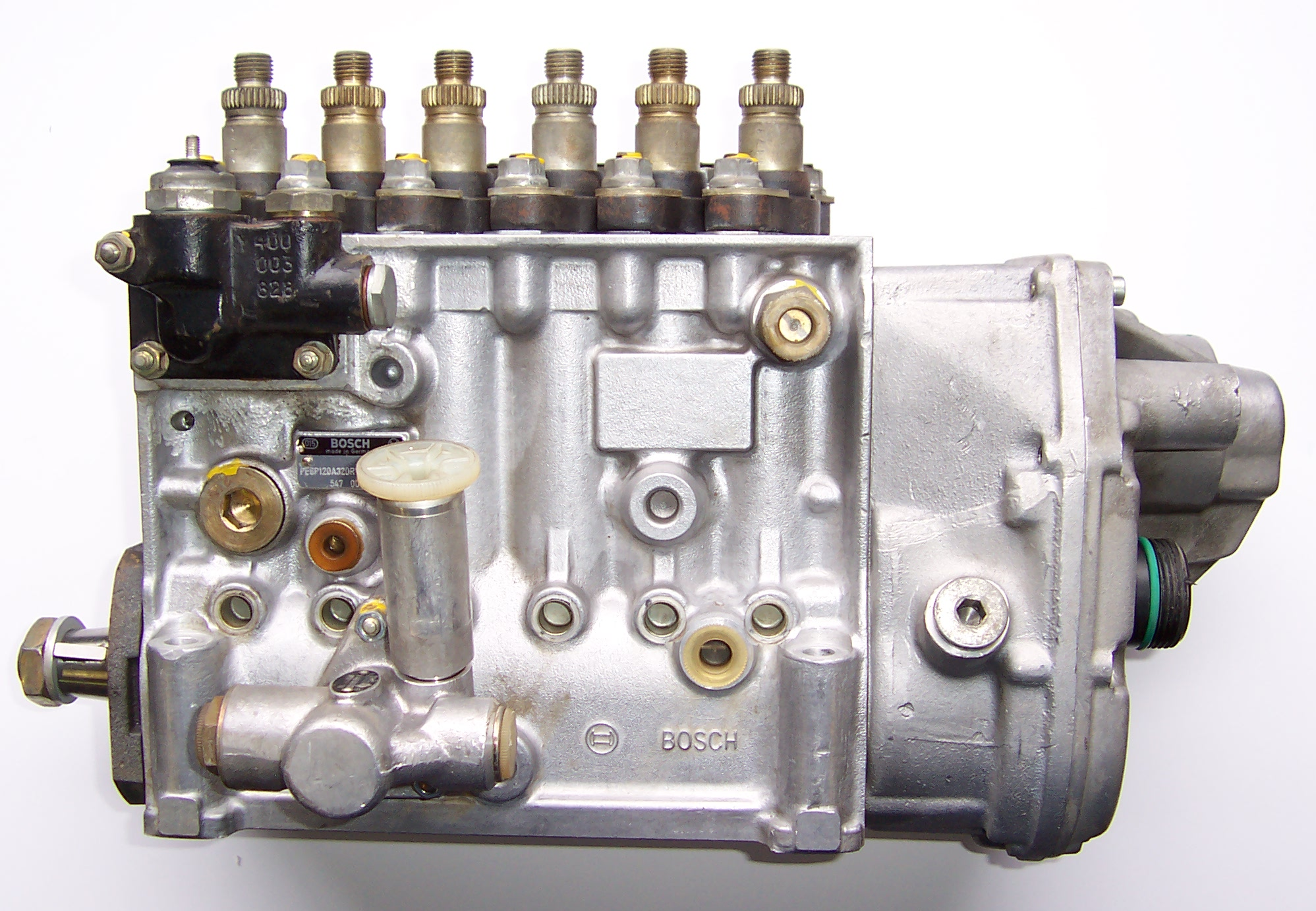
列型噴射ポンプの一例

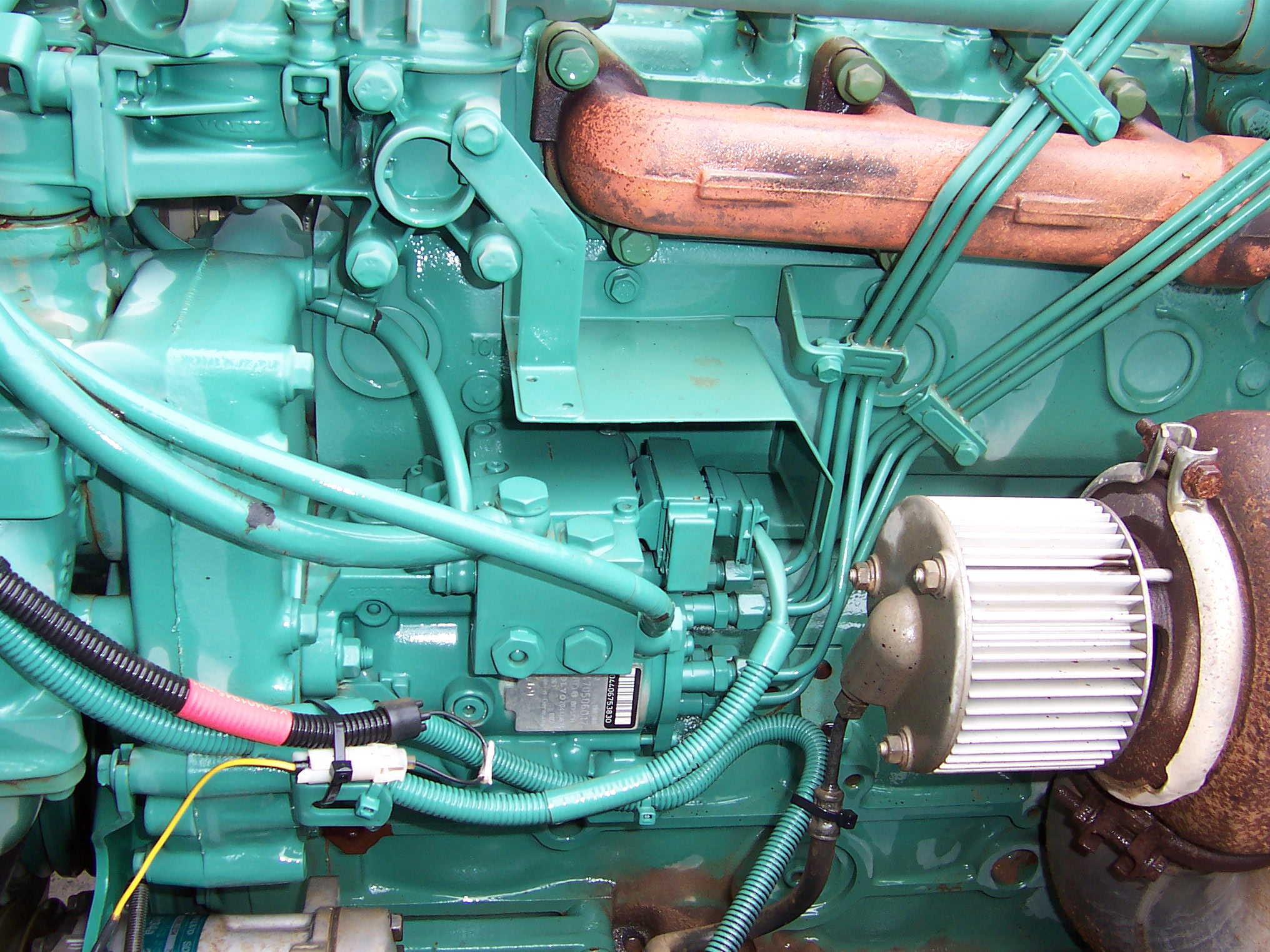
分配型噴射ポンプの一例

列型噴射ポンプ
一つのプランジャーポンプが単気筒の燃料加圧と吐出を担当し、気筒数分のポンプが一列に並んでいる構造。ジャーク式ポンプの中では低速回転から噴射量が安定するので大型車に用いられた。噴射ポンプと噴射弁の間にある噴射管を毎回低圧に戻す影響のため実現できる燃料圧力は200 bar強まで。それ以上に高めようとしても噴射管内で衝撃波を発生させるなど損失が大きくなり現実的でない。
分配型噴射ポンプ、別名ロータリーポンプ
一つのプランジャーポンプが全気筒の燃料加圧と吐出を実現する。プランジャーが1サイクルに1回転しながら気筒数倍の往復運動をする、プランジャーの外周に気筒の分配のための切り欠けがあり該当位置の吐出ポートと重なったときに噴射される。プランジャーポンプは全気筒に共有されるが、毎回、加圧と吐出を繰り返すので、コモンレールのように蓄圧しない。

#### 近年の動向
1990年代後半から以下の方法で高圧燃料噴射を電子制御している。基本的にポンプで加圧だけを分担し、従属弁との間に配置した電子制御弁が噴射量とタイミングを分担する。

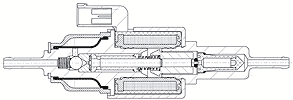
電磁式噴射ポンプ

コモンレール
サプライポンプが共通（コモン）の圧力管（レール）に高圧燃料を蓄えてから、気筒ごとに電子制御弁を内蔵した噴射ノズル（インジェクター）が噴射する。電子制御弁が噴射のタイミングと噴射量を分担し、高圧で多段噴射を実現する。ソレノイド式インジェクターは1,800気圧で1サイクルあたり5回ほど噴射できる。2012年現在のピエゾ式インジェクターは2,500気圧の超高圧で燃料を1サイクルあたり9回噴射できる。
ユニットインジェクター
噴射ポンプと噴射弁が一体式の噴射装置、1930年代から機械式のものが存在し、1990年代に電子制御化された。気筒ごとにユニットインジェクターを設置する。すなわち高圧パイプを引き回さなくても済むため大型エンジンに適する。単純な構造のため、高圧化はコモンレールよりも先行した、ただし多段噴射は不得意で、対応するには二つの電磁弁を併用するなど複雑な構造になる。OHCがユニットインジェクターのプランジャーポンプを駆動し、第一の電磁弁がポンプの加圧の開始と終了を精密に制御し、1サイクル毎の噴射量を決める。多段噴射するには加圧行程の内部で第二の電磁弁が噴射弁の開閉を制御する。したがって大まかな噴射タイミングに制限がある。

## 補機類
ディーゼルエンジンではガソリンエンジンとは異なる特性に応じた装置が必要になるため、かなりの高コストになる。上記の燃料噴射装置や後段の排ガス対策用の後処理装置が代表例であるが、これら以外でも、原理的に振動と騒音が大きくなるため、ディーゼルエンジンでは2次バランサーを追加したり、防振ゴムによる固定に高度な技術が使用され、また大型車に圧縮開放ブレーキも使用される。

### 燃料油清浄機
燃料油清浄機はC重油から不純物を取り除く装置。1950年ごろ舶用大型ディーゼルエンジンで安価なC重油を使うために開発された燃料の前処理装置。それまでディーゼルエンジンは一定水準以上のグレードにあるA重油までしか使えなかった。C重油は製油残渣といえる劣悪な燃料で、不純物の混入が前提となる。燃料油清浄機は残渣油を加熱して流動性を高めてから、水分や固形分を遠心分離機で取り除き、さらにフィルターで濾過して細かな混入物の除去を図る。
安価を求める残渣油は軽質油を蒸留した残り物なので、製油技術が向上し、利用価値のある各種成分を高度に分留できるようになるにつれ、残渣部は相対的に低質化していく。したがって一定品質に止まらないため、燃料油清浄機も高性能化を求められる。1970年以降に製油法の進展によって導入された接触触媒分解装置からアルミナ、シリカ微粒子が残渣油に混入するようになり、ピストンリング、シリンダーライナー、燃料ポンプを短時間で損傷する事故が多発するようになった。燃料油分析サービスと併用して事故の防止を図っている。

### 予熱機構
火花点火のような着火機構を持たず、着火には空気の断熱圧縮による高温を利用しているため、寒冷地での長時間停車後など燃焼室が冷え切った状態からの始動や、標高が高く空気密度が小さいところで始動する場合は、吸気が着火に必要な温度に達しないことがあり、「予熱」が必要となる。燃焼室内に頭部を露出させた「グロープラグ」で予熱を行ったり、場合によりインテークマニホールド直前に置かれた「インテークヒーター」で吸気を加熱する。マツダのSKYACTIV-Dでは始動にはグロープラグを用い、始動直後には可変排気弁の遅閉じによって高温の排気ガスを吸気管に吹き返して（内部EGR）、吸気を暖めている。

### スターターモーター
小型ディーゼルエンジンの始動にはガソリンエンジンと同様にスターターモーターによってクランク軸を回転させ、燃焼サイクルを開始するが、圧縮比が高いため、同程度の排気量に対して2 - 3倍程度に大きな出力のスターターモーターを備える必要があり、自動車などでもバッテリーを2個直列にして電装系を24 Vとするものがある。
大型エンジンの始動には圧縮空気をシリンダー内に吹き込み、ピストンを直接動かすための装置が必要となる。あらかじめ補助動力装置を起動して発電や圧縮空気を生成しておく場合が多い。

### エンジン停止機構
ディーゼルエンジンは着火に電気を用いていないため、エンジンキーをオフの状態にし（バッテリーからの電源を断つ）ても停止しない。運転を停止させる方法には以下の3種類がある。
燃料供給ストップ
主に小型エンジンに多い方法。古い列型ポンプには、手動式やキーオフの状態でモーターが噴射ポンプのスリーブ制御ロッドを直接動かして燃料を絞るものがあるが、分配型以降では、キーオフで「閉」となる電磁弁が用いられている。ピストンが吸気を圧縮する力で停止するため、振動が出ることと、停止位置が同じになりやすい短所もある。
吸気ストップ
インテークマニホールド直前に置かれたインテークシャッターで吸気を絞る方法。停止は滑らかで、振動が少ない。シャッターのアクチュエーターには、モーターまたは負圧駆動のダイヤフラムが用いられる。
圧縮力の開放
てこなどで給排気バルブを「開」の状態にし、ピストンが吸気を圧縮しないようにする方法。手動でクランキングを行う小型の発動機などでは、始動時の負担軽減のためにデコンプレッション機構を利用するが、その機構を停止時にも用いるもの。未燃焼ガスや燃料が排出される欠点があり、主流ではない。

### エンジンオイル
エンジンオイル#ディーゼル車も参照。ディーゼルエンジンでは正しく添加剤が加えられたエンジンオイルでないと、シリンダー内の燃料の燃え残った微粒子が、ピストン側面のトップリング付近でエンジンオイルの主成分である鉱物油と結合して沈積物を作り、リングを固着する「リングスティック」という現象が起きる。これを防止するために、エンジンオイルにはピストンリング付近に溜まる燃え残り、つまり「煤」や「スラッジ」を洗い流してエンジンオイル中に分散させる清浄分散剤が加えられる。また、排気（EGR）やブローバイガスの還流で、それらに含まれる硫黄などによる酸でエンジンオイルが変質するのを防ぐ酸化防止剤や、腐蝕防止剤、粘度を適正に保つ粘度指数向上剤も加えられている。
船舶用潤滑油についての詳細はユニフロー掃気ディーゼルエンジン#船舶用を参照されたい。船舶用ディーゼルは大別して中・高速なトランクピストン式4ストロークと、低速なクロスヘッド式2ストロークに分けられ、前者のトランクピストン式の潤滑油は一般的な高速ディーゼルエンジンに近い。しかし後者のクロスヘッド式は大量に硫黄分の残留するC重油を使う特大型ディーゼルエンジンとなり、シリンダライナ潤滑用のシリンダ油とそれ以外の潤滑を行うシステム油の2種類が存在する特徴がある。シリンダ油は燃焼後に発生する硫酸成分を中和するために塩基価（アルカリ価）の高い「高アルカリ価シリンダ油」が求められる。中和しないとエンジン内部がすぐに腐食してしまうためである。

### エンジンオイルフィルター
ディーゼルエンジンのエンジンオイルは、ガソリンエンジンのものに比べ、早期に多くの微粒子を取り込むため、オイルフィルターは大型で高効率なものが使われる。一部エンジンでは、本来のオイル流路とは別に設けられた、遠心式や吸着式によるバイパス式フィルターで微粒子を取り除いてオイルパンに戻すものもある。
不純物の多いC重油を使うディーゼル機関では、シリンダー部を潤滑した高アルカリ価シリンダ油は汚すぎてフィルタでも再利用できず廃油となる。その代わりクランク室はシリンダ室とは分離され独立のオイル経路で循環して潤滑される。

### 真空ポンプ
ディーゼルエンジンは、スロットルバルブが不要なことや吸気脈動が大きいことなどで、ガソリンエンジンと比較してインテークマニホールドでの負圧生成には適していない。そのため、真空倍力式のブレーキブースターを用いるディーゼル車では、Vベルトやギヤで駆動する専用の真空ポンプと、負圧貯蔵タンクを備えている。
このポンプの潤滑にはエンジンオイルが兼用される。

## ガソリンエンジンとの比較
大型低速であるほどディーゼルエンジンの長所が引き立ち、短所が目立たなくなる傾向にある。逆に小型高速ではガソリンエンジンが有利になる。このため小型車のエンジンはガソリンで、大型車のエンジンはディーゼルになることが多い。鉄道の気動車はディーゼルがほとんどであり、船舶も、軍用や高速船、小型船（20トン未満）の船外機などの例を除き、ディーゼルエンジンであることが一般的である。
ガソリンエンジンは点火方式が「火花点火」、燃焼方式が「均一予混合燃焼」である。あらかじめ燃料を気化させた混合気をシリンダーに吸入、圧縮したのち、電気火花により点火する。均一混合気に満たされた燃焼室に火炎面伝播が発生し燃焼域が半球状に広がって間欠燃焼する。シリンダー直径が大きすぎると火炎伝播速度が間に合わずシリンダーの外周に近い混合気まで点火できなくなるので、シリンダ直径（ボア）に限界（自動車用の場合10 cm、容積で800 ccほど）がある。一方で予混合燃焼では粒子状物質  (PM) は発生しない。ただし圧縮行程で燃料噴射する直噴ガソリンエンジンは気化できない液滴の残る不均一な成層燃焼なので、粒子状物質が発生する。
ディーゼルエンジンは拡散燃焼なので容積に制限はない。ただし、高圧下の拡散燃焼速度は遅いので大容積エンジンは低回転に限られる。これは、むしろ大型船舶やポンプ、発電機などの大出力エンジンにとって都合が良い。1万馬力を超える巨大出力の歯車減速機は信頼性に乏しいので、低速エンジンの直接出力が求められるため。ただし速度変化の激しい車両には多段変速機が必要になる。
ガソリンエンジンは混合気の吸入量をスロットルバルブによって絞ることで出力を制御するのに対し、ディーゼルエンジンは燃料噴射量だけで出力制御するため、ポンピングロスが少なく、効率が良い。また同じ理由でディーゼルは負荷変動によって空燃比も変わり、全般的にも希薄燃焼であり、理想空燃比は実現できない。これは容積あたりの燃料の充填が少ないことを意味し、気筒容積あたりの出力が低い傾向にあるが、過給により補完できる。特にスロットルがないため低回転から排気量が多いのでターボチャージャーとの相性が良い。
ただし、最近では両者の構成が近づいている。2012年に圧縮比を同じ14にした、高圧縮比ガソリンエンジンと低圧縮比ディーゼルエンジンがマツダから出荷されている。他社のガソリンエンジンでも吸気の可変バルブタイミング機構により吸入量を変えたり、低温多量EGRバルブにより排気と吸気の割合を変えて出力を調整するようになり、スロットルバルブは必須でなくなった。これらの改善のため近年ガソリンエンジンの効率が上昇し、ディーゼルとの差が縮まっている。
さらに事実上、同じ点火、燃焼モードを持つエンジンが開発中である。まず、ガソリン燃料でありながら圧縮比14台にて圧縮着火を目標としているHCCI（Homogeneous-Charge Compression Ignition:（均一）予混合圧縮着火）エンジンが開発中であり、通称ディゾットエンジンとも呼ばれる 一方で、1995年にはディーゼルエンジンでありながら低負荷領域で予混合を用いる PCCI（Premixed Charged Compression Ignition:（不均一）予混合圧縮着火）が実用済みであるなど、ガソリンとディーゼルエンジンの区分けが曖昧になりつつある。

### 長所

#### 燃費・効率面
圧縮比が高く、燃焼室内の空気過剰率が大きいため、作動ガスの比熱比が高く図示熱効率が高い（投入したエネルギーに対して燃焼ガスの温度上昇に使われる割合が低い）と言われている。ただし、これは大型低速エンジンの場合であり、高速エンジンでは損失も多い。2010年現在の大型舶用ディーゼルの熱効率が50 %に達するのに対し自動車用ディーゼルの熱効率は40 %、ガソリン機関の熱効率が30 %程度、ガソリンアトキンソンサイクル機関の熱効率は30 %台後半である。また重量、負荷変動、速度、変速の効率が加味される自動車の走行パターンを与えた場合には差が縮まる。以下に乗用車用エンジンのトップランナー方式の実効率の報告書の結果を示す。2005年の予備調査のときより2010年の結果のほうが、Tank to Wheel効率の差は半分に縮まっている。同じ程度の排気規制を満たすために差が縮まったともいえる。
この報告書の効率の算出方法について、まず燃料を比較すると軽油はガソリンに比べ密度が12 %大きく、容積あたりの熱量も9 %大きい。しかし質量あたりの熱量は5 %小さい。熱量あたりの二酸化炭素（CO2）発生量は2.5 %多く、質量あたりのCO2発生量は2 %少ない。容積あたりのCO2発生量は10 %多い。このような燃料の異なるエンジンを燃料の容積や質量単位で比べられないため、生産エネルギーと消費エネルギーとを比べている。
このように補正したTank to Wheel効率ではJC08モードでディーゼルはガソリンより3.5 %しか良くない。ただし、10・15モードなら8.5 %良い。さらにWell to Wheel総合効率のJC08モードの効率とCO2排出量では11 %良い。さらに Well to Wheel総合効率の10・15モードのCO2排出量では18 %良い。
まとめると、自動車用ディーゼルは現在の厳しい排気規制の下でもJC08モードのTank to Wheel効率ではガソリンエンジンより3.5 %エネルギー効率が良いが、軽油の熱量あたりのCO2発生量は2.5 %多く、クルマ単体でのCO2の排出量の差はほとんどない。ただし、Well to Wheel 総合効率のJC08モードのCO2排出量で11 %良い結論は変わらない。これはガソリンの精製に軽油よりもエネルギーを消費しているためである。
車両用ディーゼルは高速道路の定速走行など負荷が一定の状態なら熱効率どおりにガソリンより3割ほど効率が良い。しかし常用回転域が狭いことから市街地走行のような負荷変動と加減速を含む走行パターンでは一気にガソリンとの差がなくなる。変速が単純な10・15モードの効率がJC08モードより良いことからうかがえる。

#### 構造・動作面
ディーゼルエンジンには点火装置とスロットルバルブが不要であるため、構造が単純化でき、信頼性が高い。
ディーゼルエンジンは拡散燃焼の範囲であれば圧縮時の筒内が空気だけなので、過給してもプレイグニッション・ノッキングやデトネーションがない。スロットルバルブがないため、低速でも排気が多く、ターボチャージャーとの相性が良く、容積あたりの低出力を補うことができる。さらに大型エンジンでは排気エネルギーを出力軸に、より多く回収するターボコンパウンドも可能である。
ガソリンエンジンには点火時の火炎の伝播速度によりシリンダ直径に限界があるのに対し、ディーゼルエンジンにはその限界がないので大型化に適している。ガソリンエンジンでは、多気筒化で排気量を確保して高トルクを得るか、高回転化で出力を上げなければならないのに対し、ディーゼルエンジンでは気筒容積の拡大で可能となり、構造が単純化されフリクションロスも抑えられ、熱効率が高まる。大型エンジンほどディーゼルエンジンの利点が活きてくる。
ディーゼル燃料の引火点はガソリンに比べて80 ℃ほど高いため、爆発・火災事故に対する余裕が大きい。特に被弾することを前提とした軍用車両で、このメリットが大きい。軍用車両のエンジンは航空燃料のJP-8等と併用することも考慮され、ディーゼル化を進めている。ガスタービン燃料は軽油よりも上質油であるが、燃料を共有することで有事の兵站が合理化される。

##### 逆回転運転
ディーゼルエンジンのうち、4ストローク機関は吸気系統側に掃気用の補機を持たず、噴射ポンプでシリンダー内に直接燃料を噴射する構造のため（ガソリン直噴エンジンを除く）、ガソリンエンジンと異なり始動時に何らかの方法でクランクシャフトを逆方向に回転させることにより、逆回転運転をさせることができる。例えば、自動車の場合は変速機を前進ギアに入れた状態で車体を後進方向に押したり、坂道で下り方向に空走させたりすると、クランクシャフトは逆回転するため、デコンプを開いておくなど始動の予防措置を講じない限りは逆回転状態でエンジンが押しがけ始動してしまう危険性がある。自動車でこのような状態になると、変速機が前進ギアの際に車体は後退し、後進ギアの際に逆に前進が行われることになる。この現象は事故や労働災害を誘発する原因になる一方で、船舶などその特性を活用することで変速機を介することなく逆回転運転のみによる後退運転が可能となることも意味している。
4ストロークディーゼルで逆回転運転が始まった場合、吸排気弁の機能が逆転するため、排気管から吸気し、エアフィルター側に排気が行われる。また、カムシャフトのバルブタイミングや噴射ポンプの噴射タイミングも適切に反転させたものを使用しなければ十分な出力性能が得られないため、自動車ではあまり実用的とはいえないが、中・小型船舶用機関では古くはMANやスルザー、B&Wなどが前進用と後進用の2系統のカムシャフトを可変バルブ機構で4ストロークディーゼルの逆回転運転による後退航行を実現しており、航空用エンジンではダイムラー・ベンツ DB 602が同様の機構を有していた。しかし、今日では小型船舶ではこのような逆回転運転機構ではなく、油圧または電動の遠隔操作で断続されるクラッチと 後退用ギアボックスを組み込むことで後退航行が行われている。
なお、2ストローク機関では逆回転運転をさせても掃気孔と排気弁または排気孔の機能が逆転せず、掃気ポートタイミングも変化しないため、リードバルブ式ガソリンエンジン・ユニフローディーゼルエンジンどちらでも逆回転運転は可能であり、ディーゼルエンジン特有の長所とはなっていない。ただし、ガソリンエンジンでは逆回転が後退に利用される例は一部のスノーモビル程度に限られているが、船舶用ユニフローディーゼルエンジンにおいては、逆回転運転により直接スクリューを逆回転させ後退航行を行う手段として一般的に用いられている。

### 短所
自動車用ディーゼルエンジンの価格はガソリンエンジンのほぼ倍になる（国産車の車体価格で、だいたい40万から50万円程度高い）。スロットルと点火装置が要らない代わりに、高価な燃料噴射系と補機類が必要となりエンジン全体は高コストになる。
ディーゼルエンジンの主たる短所は、大きく重くかつ、振動が激しいことである。大重量ゆえエンジンの出力重量比が悪く、軽量化を要求される航空機では、一部を除いて従来あまり採用されず、レシプロエンジン全盛期においても主流足りえなかった。また、圧縮着火のため、高空（低温、低気圧）での始動性や信頼性に乏しいというのも、ディーゼルエンジンが敬遠された大きな理由の一つである。
拡散燃焼ゆえ、黒煙や粒子状物質 (PM) が発生しやすいうえに、燃焼室内が高温高圧かつ希薄燃焼域（軽負荷時は30:1から60:1）で酸素と窒素も過多であるためNOxも発生しやすく、密閉コックピットが普及する前の飛行機においては、ディーゼルエンジンがパイロットたちに嫌われた理由でもある。排気対策をするにも、排気中の残留酸素が多い酸化性雰囲気では三元触媒を使えないため、PMとNOx対策に別々の後処理装置が必要となり、重量もかさむとともに高コスト化する。

#### 燃費・効率面
高圧縮比のため、ピストンリングや軸受にかかる面圧が高く、十分な強度を持たされた可動部品の質量も大きい、高速回転させると摩擦損失などでエネルギーの損失が急増する。
高圧縮比のため高回転まで回らず、常用回転域が狭いため、車両用には走行速度に応じた変速が必要で、最適な回転数を外すと効率が低下する。この2点が調和しないため、自動車用ディーゼル機関は大型舶用ディーゼル機関より大幅に低効率となっている。

#### 構造・動作面
ディーゼルエンジンでは燃料噴射装置が点火装置と出力制御装置を兼ねるため高価になり、燃焼制御も難しい。燃料噴射系がエンジンコストの半分を占める。
高圧縮比であるため、吸排気系の脈動も大きく、こちらの振動や騒音も大きい。船舶用、コジェネレーション用では脈動を抑えるためにアキュムレータを備えたものもある。
シリンダーヘッド、シリンダーブロック、ピストン、コネクティングロッド、クランクシャフトに高い強度と剛性が求められ重量が嵩む。
加減速や発進・停止を頻繁に求められる車両用途では、大トルクに耐えられる多段変速機が必要となる。副変速機込みで18段や24段にもなる変速機を手動で操作するのは煩雑すぎて現実的でないため、優秀な自動変速機が必要になり、さらにに重く、高コスト化する。
吸気管負圧を得にくいため、乗用車においてはブレーキブースターを別の経路からとる必要がある。これもまた高コストの原因となる。
寒冷地では燃料中のパラフィンが析出して燃料フィルターで目詰まりする場合がある。温暖な地域の軽油を入れて寒冷地に移動して駐車していると、燃料が流れなくなって始動しなくなるおそれがある。
ディーゼルエンジンの容積あたりの低出力を過給、ターボチャージャー、ターボコンパウンドなどで補うと、点火装置の単純さというメリットが相殺され、高コストになる。
乗用車用ディーゼル機関では振動軽減のため小排気量ながら多気筒化する傾向があり、気筒容積の拡大で大型化できる利点を生かしにくく、高コストになる。

##### ディーゼルエンジンの暴走
吸気系統にスロットル弁を持たず、アクセルペダルの操作が噴射ポンプの噴射量のみを制御するディーゼルエンジンは、噴射ポンプのリンケージの不具合や調速機の破損などにより燃料供給が過多となった場合、エンジン回転数が過回転となったまま、オペレーターの操作ではエンジン回転数を制御できなくなるディーゼルエンジンの暴走事故が発生することがある。ディーゼルエンジンの暴走は、ターボチャージャーの軸受部のオイル漏れや過度のブローバイの発生などで霧化したエンジンオイルが吸気系統に大量に混入した場合、あるいは可燃性のガスが充満した空間に稼動状態のディーゼルエンジンが置かれた場合などの外的要因によっても発生しうる。
ガソリンエンジンは燃料装置の不具合、たとえばチョーク弁の誤作動などで燃料の供給が吸入空気量に対して過多となった場合は、点火プラグが失火してエンジンストールを起こすか、著しくドライバビリティが低下していく。ガソリンエンジンでもスロットル弁のリンケージの破損により、エンジン回転数が過回転となったまま制御不能になる暴走が発生する可能性はあるが、この場合メインキースイッチやキルスイッチを作動させるか、カーバッテリーの配線やプラグコードを切断するなどして強制的に点火装置や点火プラグへの給電を断つことで、オペレーターは暴走を容易に停止させることができる。機械式燃料噴射装置や機械式燃料ポンプ付きキャブレター式のガソリンエンジンで、ランオンを併発するという特殊な状況でのみ、オペレーターの操作だけではエンジンを完全停止できない事態が発生しうるが、それでもスロットル弁を閉じれば回転数は下がり、更にマフラーの排気口を塞ぐことで容易に暴走は止められる。
しかし、スロットル弁（バタフライ・バルブ）を持たず、圧縮圧力のみで自己着火するディーゼルエンジン、とりわけ噴射ポンプが機械式の場合、吸入空気量を制限する機構が何もないため、ひとたび暴走が発生してしまうとメインスイッチやアクセルペダルをいくら操作してもエンジンの過回転を停止することができなくなってしまうさらにはターボチャージャー付きディーゼルエンジンの場合は、暴走が発生するとターボチャージャーも過回転状態となるため、過給圧のオーバーシュートも併発することでブローバイが燃焼室から大量にクランクケース側に吹き抜け、そのブローバイがPCVバルブやEGRを通じてインテーク側に大量に吸引されることにより、例え噴射ポンプへの燃料供給が絶たれたとしても、多量のブローバイによりインテークに吹き抜けるエンジンオイルのみでディーゼルエンジンの暴走が継続する、ポジティブフィードバック状態が成立してしまう場合すらある。
このようなディーゼルエンジンの暴走をエンジンブローに至る前に停止させるには、燃料タンクから噴射ポンプへの燃料供給を遮断するのみでは不十分で、エアクリーナーボックスや吸気口に蓋や栓をはめ込んだり、二酸化炭素消火器を吸気口に大量に吹き込むことで吸入空気（酸素）を遮断する、あるいは変速機をトップギアやオーバートップに入れた状態でフットブレーキやサイドブレーキを目一杯掛けた状態でクラッチを一気に繋ぎ、クランクシャフトの回転を無理矢理停止させエンストを狙うなどの方法を採るしかない。自動車では走行中にアクセルペダルを戻してもエンジン回転の上昇が止まらない、ディーゼルエンジン暴走の兆候が見られた場合は、マニュアルトランスミッションでは直ちにクラッチを切り、オートマチックトランスミッション、セミオートマチックトランスミッション、無段変速機ではシフトレバーをニュートラルに入れてドライブトレインへの動力伝達を絶った上で、路肩に停車して上記の暴走停止の措置を行う。アメリカ海軍では船舶用ディーゼルエンジンで暴走が発生した場合には、燃料供給弁を閉じた上でデコンプを開いて停止を図るようにトレーニングマニュアルに記載している。
欧米ではディーゼル機関車や、デトロイトディーゼルなど旧式のディーゼルターボエンジンをレストアした際の試運転時に度々こうした暴走事故が起きており、キャタピラーは燃料系統を修理したディーゼルエンジンを初めて始動する際には、作業助手は燃料系統の修理ミスに伴う暴走に備えて吸気口に直ちに栓が出来るように備えておくことを推奨している。日本でも2000年代初頭に、三菱自動車工業の三菱・デリカや三菱・チャレンジャーにて噴射ポンプの製造工程のミスに伴うディーゼルエンジン暴走事故が発生し、リコールに至っている例がある。
可燃性ガスの充満が発生しやすい石油化学プラントや鉱山では、ディーゼルエンジンの暴走事故が数多く起きており、アメリカ合衆国労働省など海外の労働行政機関は、産業用ディーゼルエンジンに対して、万が一暴走が発生した際に備えて吸気系統と燃料供給系統の双方にシャットダウン・バルブや安全遮断弁を備え付けるように義務付けている が、それでもすべてのディーゼルエンジンの暴走のフェイルセーフの確立までには至っておらず、2005年のテキサスシティ製油所爆発事故でもその過程において自動車のディーゼルエンジンの暴走が関連していたことが確認されている。
フィルター直前に追加インジェクターを持たない、燃焼再生式のDPF・DPR等が装着されるディーゼルエンジンについては、軽油によってエンジンオイルが希釈されることとなるが、燃料を含むエンジンオイルによって発生したブローバイガスが、EGR機構によって吸気系に戻されることによっても、ディーゼルエンジンの暴走が発生する。

## 主な用途
定置型の内燃力発電やポンプなどの原動機、舶用動力、トラックやバスといった大型の自動車や戦車のような軍用車両、建設機械・農業機械などの大型特殊自動車、ディーゼル機関車や気動車などの鉄道車両に使用される。発電、ポンプなどはディーゼルエンジンが主流であるが、LPGや天然ガスなど気体燃料を用いた電気点火式ガスエンジンや、ガスタービンエンジンの場合がある。

### 船舶
大出力を生み出す大型舶用エンジンと、そこから派生した定置発電用エンジンは、ディーゼル機関の独擅場と言える用途である。これらの分野は他用途では常に制約・問題となる機関本体および補機の重量・容積をある程度度外視でき、ディーゼル機関の持つ大型化に適した性質に合致した結果と言える。一方、軍艦においては、水上戦闘艦ではガスタービンエンジンと組み合わせての巡航用エンジンとして用いられることが多いほか、潜水艦ではディーゼル・エレクトリック方式での推進器の駆動および発電機の原動機としての二次電池の充電にも用いられる。
- 21世紀現在、大型船舶では主にC重油を使用する低速ユニフロー掃気2ストロークディーゼル機関が主流となっている。外航大型船舶用のエンジン自体の大きさは、大きな物の一例として長さ約24メートル、高さ約15メートル、重量が2000トン程度、直列11気筒で総排気量約2万2千リットル、出力約8.5万馬力（MAN B&W 11K98ME型）というものであり、耐用年数は20年程度である。頭上排気弁と強力な過給器を組み合わせ、燃費上の要請[32]と必要なトルクからピストン径が1メートル弱に対しストロークは2.8メートル程度と、超ロングストロークである。このサイズで物理的なピストンスピードを現状以上にするにはあまりに巨大すぎるため、クランクシャフトの定格回転数は毎分60–100回転程度と低速になるが、その結果、理論上のディーゼルサイクルに近い特性を現実化できている。実際に熱効率は50 %を超え、55 %に迫る水準に到達する事例もあり、単体の実用内燃機関としては最高水準の熱効率を実現している。また毎分100回転以下の低速は、船舶のスクリュー回転にそのまま適用できる速度でもあり、強度面に制約を抱える減速歯車装置を設けることなく、クランクシャフトからの直結でスクリューを駆動できる。つまり実用上の動力伝達面でも損失が少なくなる。
- 船舶用大型2ストロークディーゼル機関は、頭上弁方式であることに加え、必要なトルクを出すためにピストンの直径が大きくなりがちである。またピストン直径の大きさと燃費向上の要請[32]ゆえにコネクティングロッド部分がピストン・ロッドと連結棒に2分割されたクロスヘッド構造を取らざるを得ないため、エンジンは総じて非常に背が高い。
- 使用燃料が格安のC重油（舶用燃料油 (PDF) とも）であり、石油精製した後の残渣油由来の、粘度の高い低質燃料であるため、極めて燃焼残渣が汚く、シリンダー内部の潤滑には燃料に含まれる硫黄から生成される硫酸に対抗しうる船舶用シリンダー油が必要である[32]。船舶用シリンダー油は油痛みが激しいため、通常は使い捨てであり[33]、その他エンジン部分の潤滑を担うシステム油とは経路を独立させている[33]。
- 4ストローク中速ディーゼル機関（300–1,000 rpm）は、大型漁船からフェリー、客船、外航大型船舶まで幅広く使われている。A重油が燃料の、コンロッドでピストンとクランクとが結ばれたトランクピストン機関が主流で、一部に残渣油由来のC重油やACブレンド油を使用できるものがある。熱効率では2ストローク低速ディーゼル機関に及ばないものの、出力当たりの重量や外形寸法が小さく機関配置の自由度が高いという利点が有り、それによる防振、電気推進化の容易なクルーズ船やフェリー、RO-RO船のように構造上機関室の高さを抑えたい船で主流となっている。通常、可変ピッチプロペラか減速機を介して使われる。
- 高速船艇やプレジャーボート、小型漁船などでは、A重油あるいは軽油を燃料とする4ストローク高速ディーゼル機関(1,000 rpm以上)が使われており、小型のものでは自動車用と共通のエンジンが使われている場合も多い。機関と駆動系を小型化するために減速機付きの構成になっている。
- 難点として、C重油が燃料の船舶用ディーゼルエンジンは、燃料であるC重油を事前加熱によって流動性を高める必要があり、これに関わる補機類が多数必要になること、さらに一度エンジンを休止させるとエンジン本体と補機類の再始動に長時間を要することから、船の停泊中もエンジンの低速回転を続行して各部の保温と潤滑とを維持し、かつ燃料系統の予熱も同様に維持せねばならない点が挙げられる。

#### 歴史
1900年代から小型船に置ける試行的採用が始まったが、外航船舶として本格的な成功を収めた最初のディーゼル船は、1912年にB&W（バーマイスター・ウント・ウェイン）の1,250 hp・4ストロークエンジン2基を搭載して建造されたデンマークの5,000 t級貨物船「セランディア」（MS Selandia）である。この船は同クラスの蒸気機関搭載船に比して3分の1程度の燃料消費で航行できた（かつ、蒸気船のようなボイラー用の真水が不要であった）ことでその経済性と航続距離における優位性を立証し、実用的成功を収めた。排煙の量が蒸気船に比べて遥かに少ないため、蒸気船のような太い煙突は実用上不要で、簡易な排気管を備えるだけで済んだ（以後のディーゼル船では、主として美観上の見地から旧来同様の煙突を模したファンネルを立て、その中に外見より細い排気管を通す事例が多く見られる）。
その後の第一次世界大戦初期には、機関室の密閉が容易でガソリン機関よりも大型化に適し、航続距離を伸ばせることから、当時急速に実用水準に達した潜水艦の主動力に導入された。第一次大戦後の1920年代以後は通常の軍艦・商船にも本格的普及が始まったが、舶用動力の主流となるには時間がかかった。1950年頃までの船舶用大型ディーゼルエンジンにはある程度の高品質な重油が必要であり、また単体では蒸気タービンに比肩する大出力化が進展せず、大出力・高速の確保には複数エンジンを連動させて出力合成する複雑化を強いられた（例として1934年から1936年までに就役したドイツの「ポケット戦艦」ことドイッチュラント級装甲艦は12,000トン級ディーゼル艦で2軸のスクリューを備えていたが、49,000 hp級の出力確保のためディーゼル機関8基を搭載、4基ごとにスクリュー1軸を駆動した）。このため、特に大型船舶の動力としては、石炭や粗悪重油でも使用可能な蒸気ボイラーで作動し、なおかつ大出力化の容易な蒸気タービンを駆逐するまでには至らなかった。
1920年代、舶用大型ディーゼル機関の分野では、4ストローク式と2ストローク式、通常構造の燃焼室を持つ単動式と、ピストン下部とクランク室との間のクロスヘッド部に別途燃焼室を持つ複動式がそれぞれ並行して市場に投入され、出力増大を図っていた。この過程で燃料噴射は圧縮空気式から、より小型のエンジン同様の無気噴射式へと進化した。
1930年代初頭以降、舶用大型ディーゼル機関の国際市場を技術的にリードしていたB&W、スルザー、MANの3社は、燃焼頻度を多くでき高出力化に適する、クロスヘッド付の2ストローク複動式へ傾倒するようになるが、この方式は複雑性と熱負荷の面で課題を抱えていた。このため、第二次世界大戦後にはクロスヘッドと2ストローク方式は維持されたが、複雑な複動式燃焼室が衰退し、単動式が主流となった。この時期、大日本帝國海軍においては艦政本部が各種船舶用ディーゼルエンジンの開発を主導し、潜水艦においては当初は水上速力を重視する目的で2ストロークディーゼル機関が多用された。戦前の伊号潜水艦は複動化された2ストロークディーゼル機関で水上20ノットを超える高速力を誇っていたが、第二次世界大戦が始まると急速に4ストローク単動式へと移行し、水上速力も10ノット中盤と急速に低下した。2ストローク複動ディーゼル機関は大出力が可能ではあるが、騒音が大きく、排気圧力が低いため排気管が水中に没している潜水中はシリンダーが浸水する危険性が高く、主機のディーゼルエンジンの駆動が行えなかった。これはすなわちシュノーケルを用いた主機関での水中連続航行に不向きで、水中での移動は事実上、電動機のみに頼らざるを得ないことを意味していた。そのため、大幅な性能低下は覚悟の上で4ストロークへの移行が行われたのである。4ストロークへの移行により出力は低下したが、騒音は抑えられ燃費も大幅に向上、第二次世界大戦末期の伊四百型潜水艦では水上航続距離が37,500海里（約7万キロ、世界一周の約1.5倍）にも達するものとなった。
1940年代後期、液体燃料としては最も廉価だが低質な残渣油を低速ディーゼルエンジンで用いる試みが進められ、在来ディーゼル機関での高品質燃料への混合試用のほか、事前加熱濾過装置による流動性改善、ロングストローク化を徹底したクロスヘッド式単動型構造によるシリンダー壁潤滑の保護で、残渣油のみを燃料とできるエンジンが実用化されるようになった。
蒸気タービンを代替するためのディーゼル機関大出力化過程で、低速ディーゼル機関の特性を生かした排気タービンによる静圧過給が1950年代前半から実用化された。その最初は1952年にB&Wがタンカー「ドルテ・マースク」（10,630 GRT）用に製作した6,500 HP機関である。競合各社も1953–55年までに静圧過給方式導入に進んだ。以後、舶用ディーゼルの大型化・大出力化と高効率化が進行し、舶用機関としての経済優位性は圧倒的なものとなった。ただし1970年頃までは、国際的な石油需要増大に応じて超大型化が進むタンカーの巨大動力に蒸気タービン機関しか用意できなかったため、ディーゼル機関の出力ベースのシェアが一時低下した時期もあった。しかし1973年の石油危機が到来すると、運行コストの低減が至上命令となり、タンカーでも際限なく大型化する機運は失われた。ほぼ全ての商船は30万トン以下で十分とされ、ほとんどディーゼル動力化された。
第二次大戦後の石油精製技術の向上に伴い、原油からは従来より多くの高品質成分を取り出すことができるようになった反面、高度な精製後に残る残渣油の品質は年々低下し、残渣油由来のC重油に含まれる硫黄等の有害不純物の含有量は高くなっていった。この燃料粗悪化進行にも大型舶用ディーゼル機関は時代ごとの技術改良で耐えてきたが、1990年代以降、残渣油由来燃料に起因する硫黄酸化物や、燃焼過程で生成が避けられない窒素酸化物や粒子状物質などが入り混じる、船舶からの排気ガスによる地球環境汚染が取り沙汰されるようになり、新たな課題となっている。

### 自動車

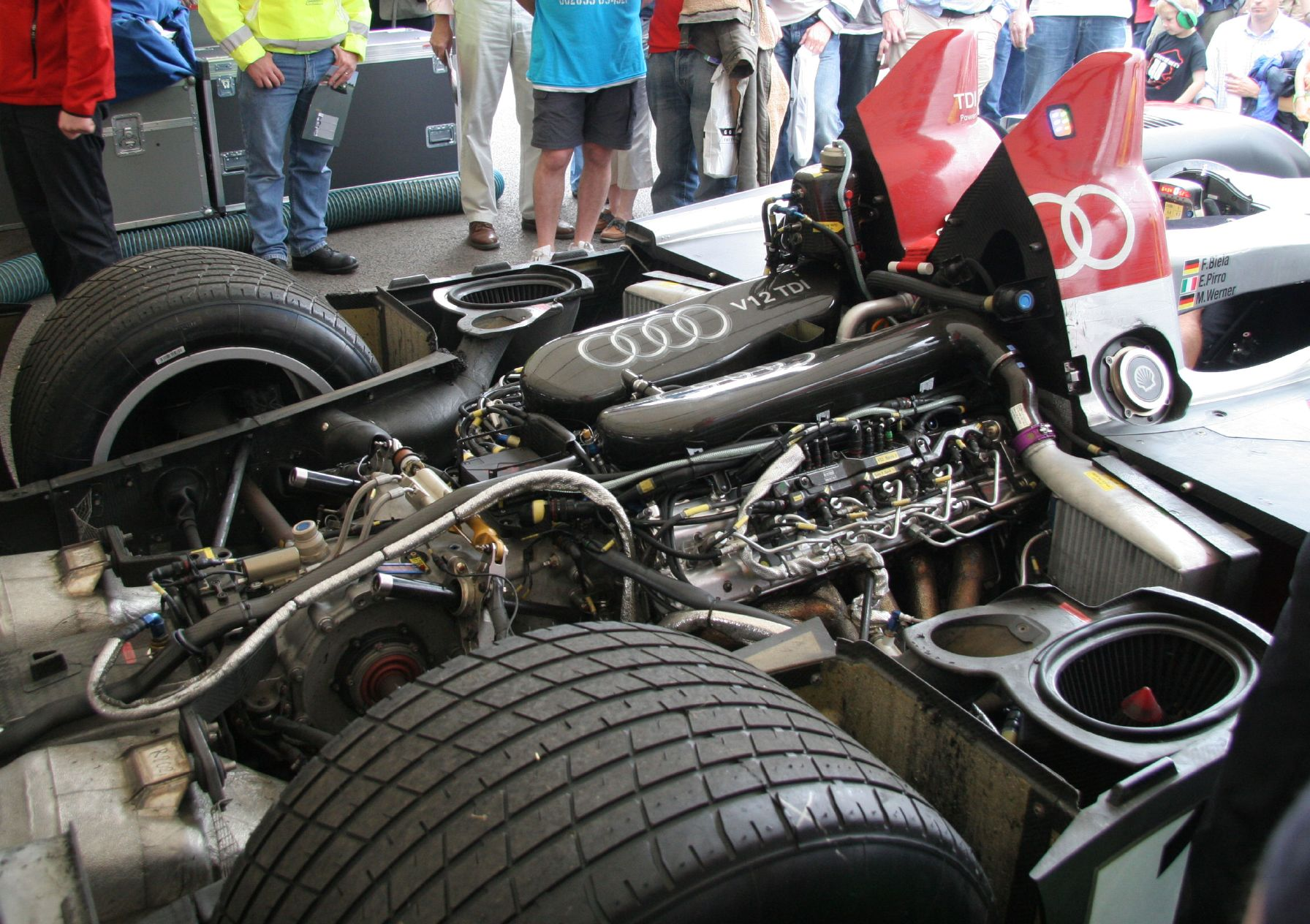
レーシングカーアウディ・R10 TDIに搭載された5.5 L V型12気筒ディーゼルエンジン

世界中で大型の自動車（トラックおよびバス、特装車・特種車）や建設機械に用いられている。さらに日本においては税制によりディーゼル燃料である軽油がガソリンよりも安価なため経済性を優先する商用車はディーゼル比率が高い。
乗用車用のディーゼルは国によって人気の差が激しく、欧州では、小型の乗用車でも新車販売台数の約43 %がディーゼル車（2006年）で、一時は50 %を超えた。一方で米国では、乗用車市場におけるディーゼル車のシェアはわずか0.5 %（2005年）しかなく、日本でもマツダのSKYACTIV-Dを除き人気は無い。
2000年ごろには9–16リットル級の中型エンジンでは直列6気筒とインタークーラー・ターボ過給が採用されて500 PS程度の出力であり、16–30 Lの大型では自然吸気V形8気筒以上の配列が採用されていた。高速定速走行の頻度が高い高速バスや輸送用トラックには中型ターボチャージャーが適し、滑りやすい道（いわゆる低μ路）や走行抵抗の大きい悪路での微・低速走行の機会の多いダンプトラックには、レスポンスに優れ扱いやすい大型のV型8気筒ノンターボエンジンが好まれてきたからである。
しかし、次第に厳しくなる排ガス規制の前に、各社とも2010年までに排気量を11–13リットル程度まで落とし、排気ガスの後処理装置と親和性が高い直列6気筒エンジンに生産を絞り込んだため、排気量の大きなV型自然吸気ディーゼルは姿を消した。自動車用4ストロークエンジンでは過給機による高圧化が進み、すでに筒内最高圧力 (Pmax) の上昇限界のために圧縮比は低下傾向にある。
排気量2–5リットル程度の小型ディーゼルエンジンの多くは乗用車用なので、静粛性や排ガス対策を中大型エンジンよりも強く求められ、コモンレールによる直接噴射式となっている。
欧州に比べ日本では、CO2の削減メリットよりNOxやPMに対する法規制が優先されたため、2000年頃から小型ディーゼルエンジン搭載の乗用車は減少した。しかしポスト新長期規制と呼ばれる厳しい基準群に対応するクリーンディーゼル乗用車が2010年以降に発売され、再び徐々に増加していたが、フォルクスワーゲンの排出ガス規制不正問題発覚以降ディーゼル乗用車は（特に欧州の）規制当局やメーカー、何よりユーザーの三方から見放されつつある。
装軌車両においては、単なる過給機との組み合わせでなく、タービン機関との複合機関（ターボコンパウンド機関）とされる例（ルクレール）がある。
競技の世界では、低速のトルクの豊かさから、ラリーレイドで重宝される。サーキットレースでは1990〜2010年代頃の市販車市場のクリーンディーゼルの流行に合わせて多数投入され、世界選手権や国際レースを制覇することもあったが、現在ではブームは去っている。

### オートバイ
インドでは古くからディーゼル二輪車が生産、販売されていた（例：富士重工業（現・SUBARU）製の汎用型小型空冷単気筒ディーゼルエンジンを搭載したエンフィールド＝ロビン・D-R400D）。
近年、イギリス陸軍がカワサキ製オフロードバイクにディーゼルエンジンを搭載し運用開始した。これにより陸軍車両燃料の軽油への統一化を完了した。同様の車輛が、HDT M1030-M2 JP8(680 cc)として市販されている。

### ATV/UTV

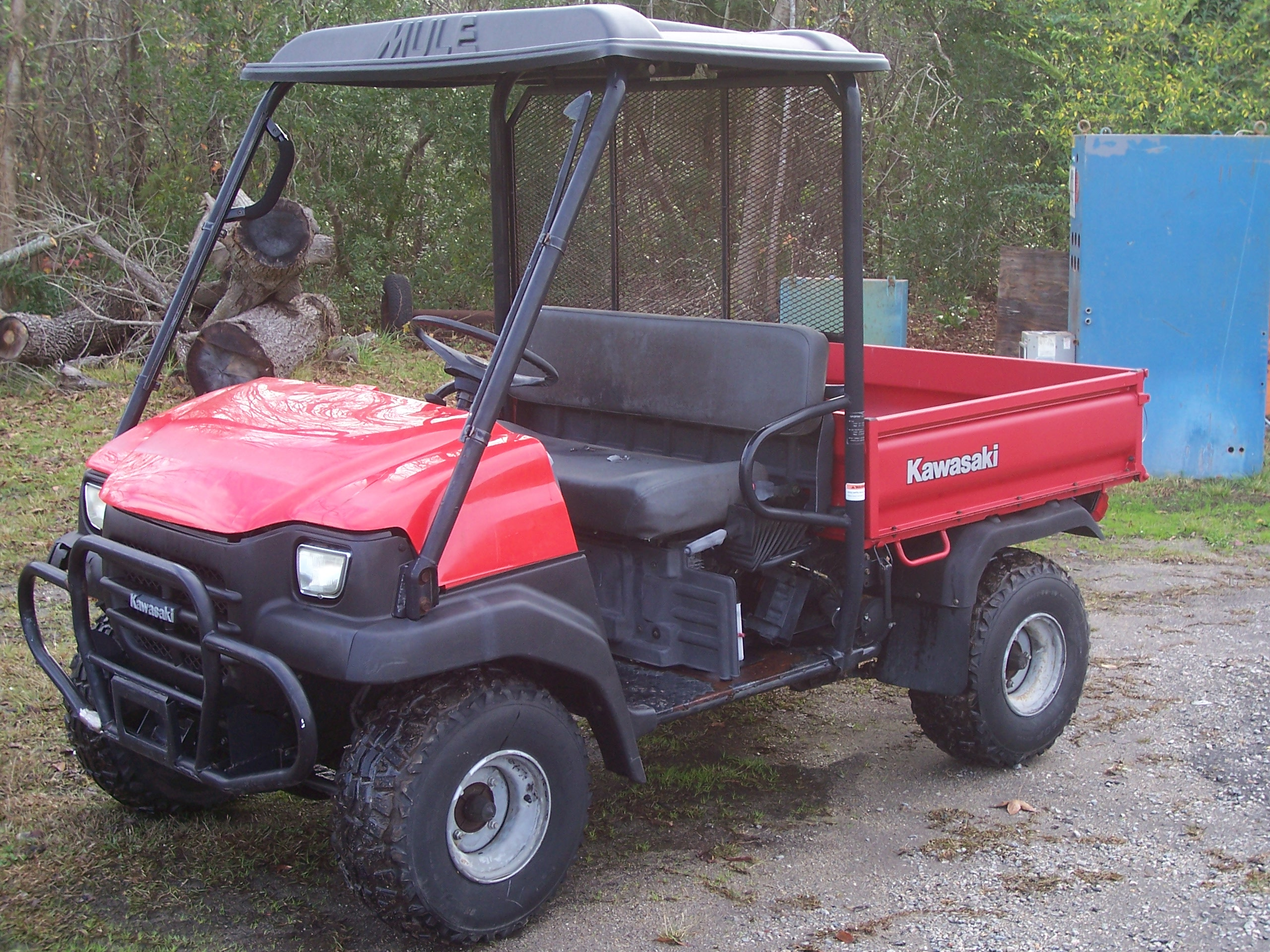
2002〜2008年生産のカワサキ・ミュール3010。953cc 4ストロークOHV水冷直列3気筒自然吸気ディーゼルエンジンを搭載した。

公道を走らない、オートバイから派生したオフロード車のATV（全地形対応車）/やUTV（サイド・バイ・サイド）でもディーゼルエンジンが用いられることがある。
特に業務用（ユーティリティ型）のATV/UTVにおいては、低燃費による原価低減、急加速を必要としない、騒音が問題視されないなどの観点からディーゼルエンジンが搭載されることがしばしある。

### 航空機

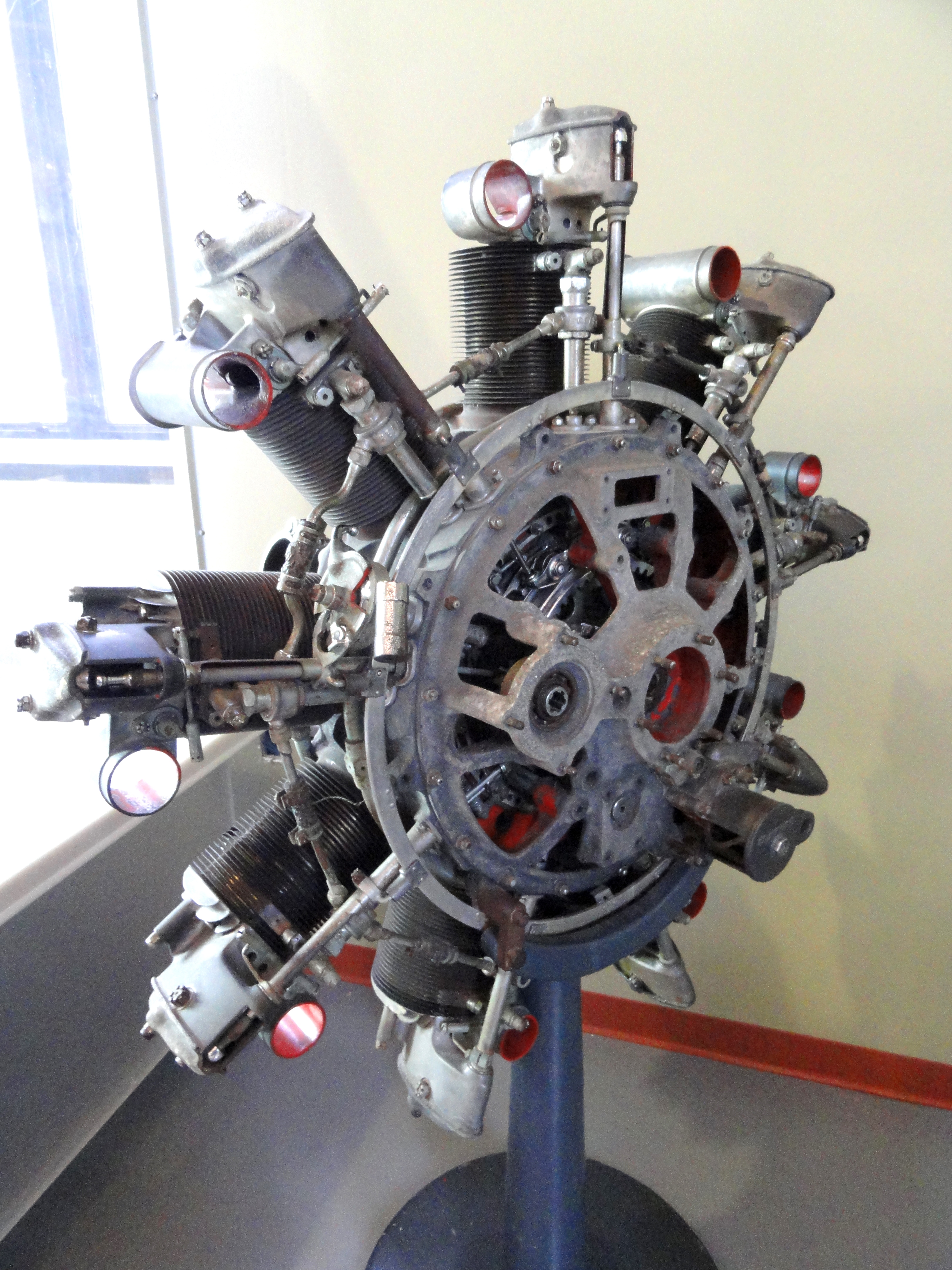
パッカード製の星形9気筒

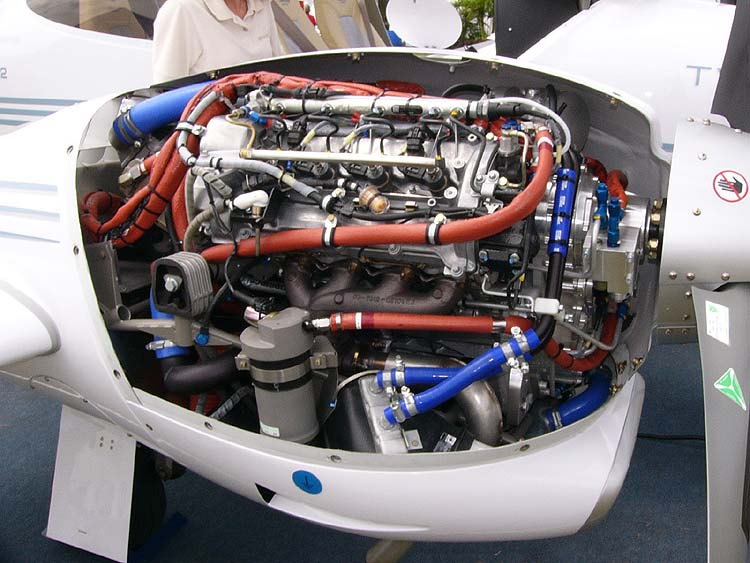
Diamond DA42に搭載されたCenturion 1.7

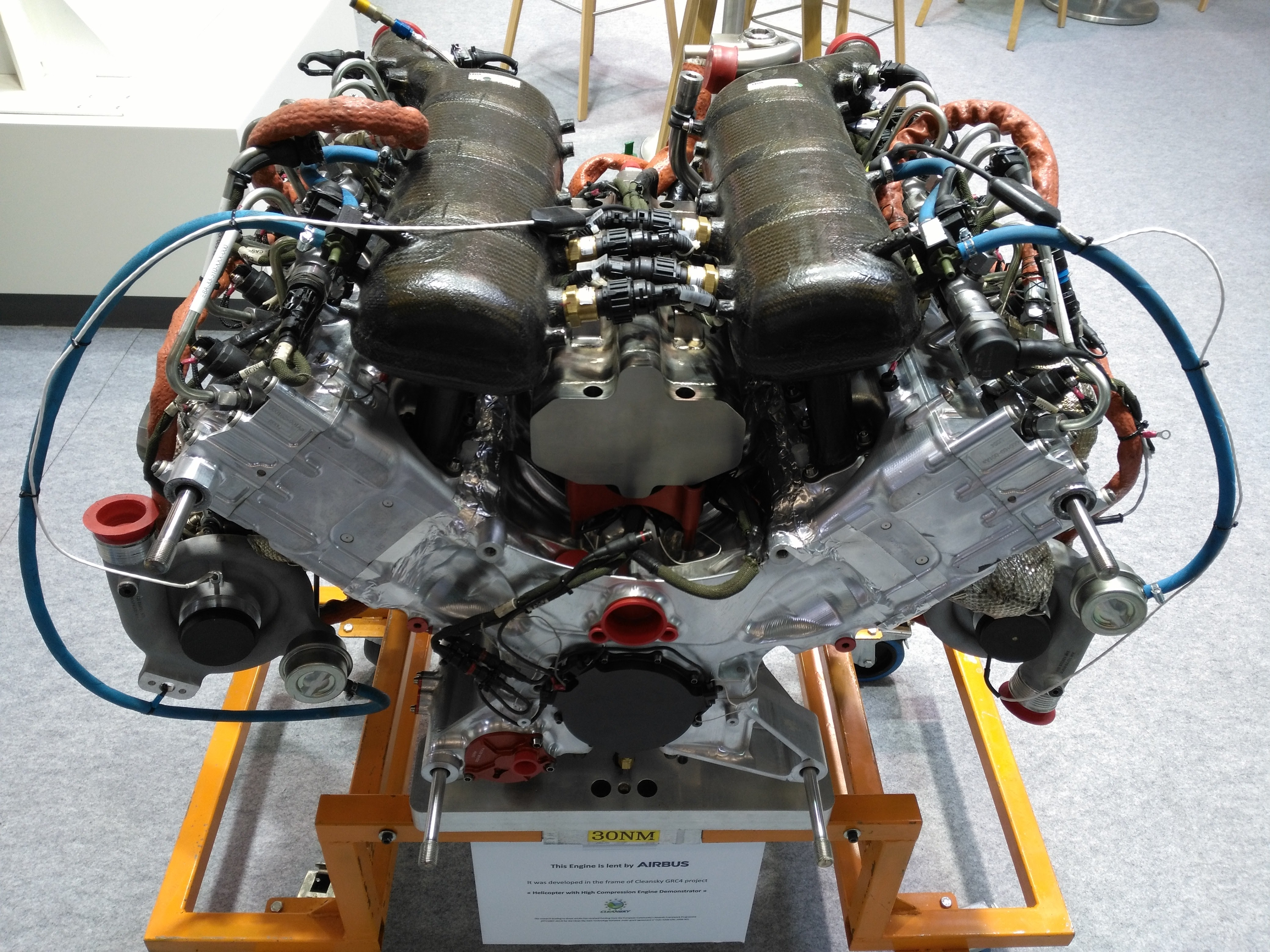
パリ航空ショーに展示されるHIPE-AE440（2017年）

飛行船においては1920年代から1930年代に開発されたLZ129ヒンデンブルクやLZ130は、逆回転可能なディーゼルエンジン（ダイムラー・ベンツ DB 602）により、プロペラを駆動していた。カムシャフト上のギアを変えることにより回転方向を変えることができる。全出力からエンジン停止、逆回転させて全出力までの時間は60秒以下であった。これはまさに船舶用エンジンと同じ機能である。
1929年に完成したR101飛行船には直列8気筒のビアドモア製トルネードエンジンが5基搭載された。鉄道用の4気筒エンジンを2つ組み合わせて高出力、軽量化したものであった。気温の高くなるインド航路での利用が多く見込まれたため、引火点の低いガソリンでの火災事故の懸念からディーゼルが選択された。飛行船は固定翼航空機と異なり、連続運転を要求されず、中速クラスの可逆回転ディーゼル機関を流用できたが、1930年代末期の硬式飛行船そのものの衰退で、それ以上の発展を見なかった。
固定翼機において、最初にディーゼルエンジンが試されたのは1920年代から1930年代にかけてであり、1928年9月18日にパッカード製の星形ディーゼルエンジンを搭載したスチンソンデトロイター（機体番号X7654）が初飛行に成功している。パッカードのエンジンを搭載した機体は発生する黒煙対策として機体色を黒にしていたが、臭いや黒煙が不評だった。
代表的なものとしてはパッカードの空冷星型エンジン（黒煙排出や強度面の欠陥により早期に市場から淘汰された）や、対向ピストン式のユモ205などがある。ソ連では第二次世界大戦中チャロムスキー Ach-30ディーゼルエンジンがイェモラーエフ Yer-2やペトリャコフ Pe-8などの爆撃機に搭載された。
フランスではブロック（Bloch）がMB.203爆撃機にクレルジェ（英語版）製の星型ディーゼルエンジンを搭載した。ロイヤル・エアクラフト・エスタブリッシュメントでは1932年にロールスロイス・コンドル（英語版）エンジンを圧縮着火式エンジンに改造して、ホーカー・ホーズリー爆撃機（英語版）に搭載してテストした。
このように多くのメーカーがエンジン開発を試みたが、ディーゼルエンジンは耐久性と燃費は良好だがスロットルの反応が鈍い、酷い排煙と振動などの理由により、主流とはなり得なかった。
大戦後のユニークな提案としては複雑なターボコンパウンド機関の燃焼にディーゼルを利用するネイピア ノーマッドがあるが、これも実用化には至らなかった。またアリソン 250などディーゼル燃料対応を謳ったターボプロップエンジンも存在するが、出力が落ちるため積極的に使われることはなく緊急用としている。
航空機用ガソリンエンジンの進化が頭打ちになり、さらに2度のオイルショックに加えて環境に悪影響を及ぼす有鉛の航空用ガソリンへの規制が強まったことから、従来の航空機用レシプロエンジンの燃料の価格が高止まりした。そのためヨーロッパでは1980年代以降、ジェット燃料も利用可能かつ低出力ではタービンエンジンよりも燃費に優れる、小型プロペラ機向け低燃費ディーゼルへの関心が復活した。1980年にNASAのグレン研究センターではコンチネンタル・モータースと共同で3気筒と6気筒の星形ディーゼルエンジンを発表するなどしている。大きく、重く、振動が大きいという欠点を改善するため、「エアロディーゼル」と呼ばれる軽量化されたエンジンの開発が試みられている。一例としてイギリスのDair の2ストロークディーゼルが挙げられる。これは重たいシリンダヘッドを使わず2つの対向ピストンで一つの燃焼室を形成する対向ピストン式エンジンの現代版である。しかし、-5 ℃ 以下での始動が保証されない、着火と燃焼が安定しないので高空で使えない、など、この形式の性能や信頼性は決して高くない。ディーゼルの適用は低空で使用する飛行船・軽飛行機・ヘリコプターに限られており、発展性は少ない。
2001年ドイツのThielert（後にTechnify Motors）が、ディーゼルエンジンでは第二次世界大戦後初めてJAA（合同航空当局〈英語版〉）による認証を取得した。2002年に認証を取得したCenturion 1.7（TAE 125）エンジンとその後のCenturion2.0エンジンはそれぞれメルセデス・ベンツ・Aクラスに搭載されたOM668、OM640エンジンをベースにしており、ダイヤモンド・エアクラフト・インダストリーズのDA40（英語版）やDA42（英語版）などの小型機に採用された。2010年までに合計3000基以上が生産されている。会社は2008年に倒産した後管財人の元で再建が行われ、2013年に中国航空工業集団公司(AVIC)傘下のコンチネンタル・モータースに買収された。
2010年にはEADSによって制御されるディーゼルハイブリッドヘリコプターのコンセプトが発表された。EcoMotors社の対向ピストンエンジンが採用されている。
2015年からNASAによって電動のVTOL機やドローンをディーゼル・エレクトリック方式とすることで、航続時間を延ばす研究もおこなわれている。
2015年11月6日にはエアバス・ヘリコプターズがHIPE-AE440（V型8気筒4.6リットル直噴ターボ）を搭載した試験機H120の飛行に成功した。European Clean Sky initiativeの一環として開発された。これにより、ヘリコプターで主流のターボシャフトエンジンであるチュルボメカ アリウスを搭載した同型機よりも燃料の消費が30 %低減され、航続距離が2倍近くになり、高温高地での運用性が向上するとされる。
現代の航空法ではエンジンについてピストンとタービンに分けているが、ガソリンとディーゼルどちらを使用するかについては言及しておらず、ディーゼルエンジン搭載機もピストンの資格で操縦・整備できる。特に日本では航空用ガソリンが給油できる飛行場が減少し価格が上昇していることから、より安価で給油できる場所が多いJET-A1に対応したディーゼルエンジンに交換する事業者もある。コンチネンタル・モータースでは換装用としてJET-A1対応のエンジンと交換用キットのセット販売も行っている。またセスナでは172にディーゼルエンジンを搭載したモデルを販売している。

### 杭打機
大型構造物や建築物の基礎杭を打設する杭打ち機の一つとしてディーゼルハンマがあった。自らの振動と自重で鋼管杭やコンクリート杭を打ち込むもの（打撃工法）で、機械の移動が容易で効率も良いメリットがあったが、騒音や排気ガスの問題から日本国内では使用されなくなった。

## 環境への影響と対策
ガソリンエンジンより熱効率の高いディーゼルエンジンは、CO2の発生量では環境への負荷が少なくて済む。しかしPMやNOxの発生量はガソリンエンジンより大量で問題を含んでいる。
気体だけを燃やす予混合燃焼と異なり、燃料を液滴のまま燃やす噴霧燃焼の原理上、液滴の燃え残りとして、PMや黒煙を発生しやすいことが欠点である。またディーゼルエンジンはガソリンエンジンよりも高温高圧で、余分に空気を取り込む内燃機関なので、窒素酸化物 (NOx)の生成量も多くなってしまう。
ディーゼル機関の低負荷時の空燃比は30:1から60:1もの希薄に見えるが、均一予混合燃焼ではないので、低温燃焼によるNOx低下は無い。むしろディーゼル機関は液滴付近の空気だけを消費する不均一な拡散燃焼のため、燃焼温度が高いまま多量の余剰空気を加熱し、行程あたり高負荷時よりも大量のNOxを生成する。
ディーゼル機関は排気も酸素過多となるので、ガソリン機関で多用されている排気浄化用の三元触媒を使えない。三元触媒は理論空燃比で運転する場合に炭化水素 (HC)・窒素酸化物 (NOx)・一酸化炭素 (CO) を同時に浄化できる。

### 排気ガスの発がん性
ディーゼルエンジンの排気ガスの発がん性について、WHOの下部機関である国際がん研究機関（IARC）は長らく「グループ2Aの発がん性」＝「人に対する発がん性がおそらく（probably）ある」としてきたが、2012年6月、アメリカ国立がん研究所／国立労働安全衛生研究所の大規模疫学調査から、「グループ1」＝「人に対する発がん性がある」と格上げした。

### 硫黄とSOx
ディーゼル燃料に硫黄が残留していると排気に有害な硫黄酸化物 (SOx) が含まれる。また硫黄は酸化力が大きいので排気浄化用の酸化触媒や還元触媒とも先に反応して無効にしてしまう。そのため自動車用エンジンへの対応はもっぱら燃料の脱硫に頼っている。従来、欧州の軽油が低硫黄分の北海産原油から作られるのに対し、日本の軽油は高硫黄分の中東産原油から作られるため低硫黄化が難しいと言われていた。しかし日本の脱硫に関しても2004年末、自動車排出ガス規制に関連する「自動車燃料品質規制値」の変更が行われ、軽油に含まれる硫黄の許容限界は、従来の0.01 %質量以下から0.005 %質量以下へと改められ、欧州と同じ時期に同じレベルに低減している。硫黄分には燃料ポンプに対して潤滑作用があるため、脱硫後の燃料油には燃料ポンプ保護のため潤滑剤が添加される。
大型舶用エンジンには3 %ほどの硫黄分の多い粗悪な燃料が使われるため海水スクラバー装置（排ガス中に含まれるSOxを海水に吸収させる排煙脱硫装置）などの後処理で排気からSOxを除去しようとしている。湿式スクラバーの後段でNOx低減触媒も使えるようになるが、排気温度が低下しすぎているので難しい。2012年現在、欧州で排気温を下げすぎない乾式スクラバーと#SCRの組み合わせが開発中である。

### NOxと黒煙
排ガス中のNOxと黒煙とは、二律背反の関係にあり、しかも自動車の走行条件は、どちらの状態もあるので2000年代のPM、NOx対策では2つの後処理装置が必要になる。
高圧噴射で少量の燃料を完全燃焼させ黒煙の発生を防ごうとしても、高温高圧下の窒素と酸素（空気）により、NOxが生成されてしまう。このため、低負荷時にはEGRを増やし燃焼温度を下げてNOxを低下させる。
EGRを増やすと完全燃焼しにくくなり黒煙が増えるため、高負荷時にEGRは使えない。またEGRをなくしても高温高圧下で燃料噴射量が増えると、不均一な燃料が早期に発火して、PMが発生する。1990年代にコモンレール方式で多段噴射が使えるようになると、欧州自動車メーカーは発生したPMを多段噴射による後燃焼で完全燃焼しようとした。しかしNOxには無効だった。結局、PM対策とNOx対策のために、別々の後処理装置が使われた。
2012年に発売されたマツダSKYACTIV-Dの低圧縮比ディーゼルによって初めて高負荷時のNOxが低減され、NOxの後処理装置が不用になった。
大型舶用エンジンには硫黄分の多いC重油が使われるため、NOx浄化触媒は容易に使えない。また粗悪な重油を着火するため圧縮比も低下できない。派生型の内燃発電では水添加燃焼により燃焼温度を下げてNOxを低減している。水の気化熱で燃焼ガス温度は低下し、水蒸気は作用気体となる。熱効率は2–3 %低下するだけでNOxを50 %低下する。さらに多層水添加という高度な技を使えば熱効率を維持して60 %のNOx低減が可能とされる。

### 関連する法規制
日米欧の各地では、ディーゼル自動車に対する環境規制が行われている。
国際海事機関（IMO）は海洋汚染防止条約付属書VI（MARPOL73/78 ANNEX VI）を1997年に採択し、批准国が定数に達すると発効するという手順で、2000年からSOxの規制を発効し始め、定期的に規制を強化する方針である。NOxについては全海域に適用される2005年に発効した第一次規制、2011年に発効した第二次規制に続き、2016年にはECA（排出規制海域）だけに極端に厳しい第三次規制が掛けられる予定である。

### 排気ガス処理
排気ガス処理技術は、できるだけ低温・低圧で燃焼させることでNOxの発生を少なく抑え、酸化触媒やDPFによりPM、CO、HCを処理する方法と、できるだけ高温で完全燃焼させることでCO、HCの生成を抑え、その結果増加するNOxを窒素に還元するNOx還元触媒の2つを併用する方法が主流。
NOx還元触媒に従来型の三元触媒から派生したものと、SCRと呼ばれるものの2つがある。また常時同じようにNOxを浄化する「尿素SCRシステム」と、リーン燃焼中にNOxを吸蔵し、リッチ燃焼以降に浄化作用を進める「吸蔵触媒」の2つがあり、それぞれ組み合わせられる。
そのほか、燃料の改質によりNOxを減らす構想があり、ジメチルエーテル混入、水エマルジョン燃料などの研究が舶用エンジンの分野を中心に進んでいるが、供給体制の整備や、使用者が補給を怠った場合の対策などの問題があり、実用化は進んでいない。
なお、NOxとPMの排出量は前述の通り二律背反であり、基本的に燃焼のセッティングによって多く排出される物質の処理に適した処理装置を搭載する方式が基本なのだが、使用状況などによってはメーカーの意図した通りの作用をしなくなってしまうこともある（たとえば、尿素SCRシステムを採用した車両において、何らかの理由で燃焼が低温もしくは低圧になってしまい黒煙を多く排出することがある。逆に、DPFを装備した車種において、メーカーの想定以上の低温・低圧などによりPMがDPFの処理能力以上に排出され燃料が原因ではないフィルターの目詰まりを引き起こすことがある）。また、後述のようにDPFの強制再生は燃料の消費が多く（＝燃費が悪い）、尿素SCRシステムでも構造上燃費の悪化は無視できるほどに小さくとも一方で尿素水の消費量はそのシステムを搭載することの多いトラック・バスにおいては莫大なものとなる。これらの事態を軽減するために2010年代に入りDPFと尿素SCRシステムを併用した浄化システムが普及しはじめた（例：ダイムラーグループが採用するBlueTec等）。併用する場合燃焼のセッティングを低温低圧または高温高圧の一方に振る必要がなく、またそれによりPMの発生量がDPFのみの車種のものより減ることで強制再生の機会が減り燃費が改善される。一方NOxの発生量も尿素SCRシステムのみの車種の場合よりは少ないため尿素水の消費も抑えることができる。

#### EGR
排ガスの一部を吸気系へ導入する排気再循環（Exhaust Gas Recirculation, EGR）によって、吸気中の酸素量を減らしてピークの燃焼温度を下げ、NOxの発生を抑制する。ディーゼルエンジンにはスロットルバルブはないため、低負荷時に極端な空気過多の希薄燃焼になるところにEGRを導入し、NOx低下に利用する。乗用車の場合は高負荷時にEGRは行われないが、トラックなどは高負荷時にもEGRを利用しているケースがある。また、EGRには燃焼時の騒音を低下させるメリットもある（酸素濃度を低減でき、急激な燃焼を抑えることができる）。

#### 微粒子除去装置
ディーゼル排気に含まれる粒子状物質 （ Particulate matter, PM）は、多くの場合「DPF」（Diesel Particulate Filter、ディーゼル微粒子フィルター）と呼ばれるセラミック製のフィルターで捕らえて燃焼処分されるようになっている。
DPFは排気管の途中に挿入され、内部に詰められた多孔質セラミックの微細な間隙に排気を通過させスス状のPMを捕集する。
多孔質の表面には白金などの金属触媒が塗布してあり、300 ℃以上の雰囲気中でPMが触媒によって排気と化学反応を起こし、H2OとCO2の無害な気体に酸化され排出される。
エンジンからの排気温度が低い状態が続く場合には、「強制再生」といって、手動で燃料過多の排気を作り出し、定期的に高温状態を作り出してDPFに溜まったPMを無害化して取り除く。
触媒の多くは硫黄に弱く、フィルターの目詰まりの原因となるため、低硫黄化された軽油以外（不正軽油など）の使用はできないが、フィルターにセラミックを使わず、金網と炭化珪素繊維を用いた製品もあり、こちらは低硫黄軽油以外も使用可能である。

#### SCR
SCR（Selective Catalytic Reduction, 選択的触媒反応）とは選択的な触媒による還元作用のことで、排ガス対策の場合はNOxだけを選択して還元剤のアンモニアと反応させ窒素と水に還元する浄化触媒作用である。アンモニア還元剤を用いるため従来のNOx還元触媒よりも高性能である。アンモニアを得る方法で2つに分かれる。
尿素SCRシステム
あらかじめ高純度の尿素を精製水に溶かし込んだ尿素水を独立したタンクに積載しておき、走行中にNOx還元触媒の手前に尿素水を噴霧し、高温の排気中で加水分解反応によりアンモニアを得る。幅広い排ガス温度領域でNOx還元性能が高い（実際のシステムでは、HC分低減のため排ガスはSCRに先立ち二次空気と酸化触媒とで燃焼させておき、またSCR処理後には残ったアンモニアを分解するための酸化触媒も必要である）。尿素水の補給とシステム全体の取り付け場所の確保できるトラック・バス等において実用化されている。
NOxアンモニア吸蔵SCR
SCRにNOx吸蔵層とアンモニア吸蔵層を付加した、新しいコンバインドタイプのNOx吸蔵還元触媒。まず、リーン燃焼中にNOxを吸蔵層に取り込んでおき、制御装置が適宜リッチ燃焼を開始する。リッチ燃焼中に白金触媒によりCOとH2OとNOxからアンモニアを生成し吸蔵する。次にリーン燃焼するときにSCRが働いて、新規のNOxを窒素と水に還元する。米国排ガス規制をクリアしたホンダの触媒に使われている。またベンツも尿素噴射を行わないSCRにNOx吸蔵機能を組み合わせている。日産も似た新型触媒を開発、2008年に国内販売する車両に搭載すると発表した（2009年4月時点で、エクストレイルのみが日本国内で販売されている）。

#### NOx吸蔵還元触媒
排ガス中のNOxをリーン燃焼時に取り込み、その後にリッチ燃焼で還元させる触媒のことである。NOx還元に上記のSCRを使わないもので、還元剤はHCとCOとH2になり、三元触媒にNOx吸蔵層を追加したものと言える。ガソリン直噴エンジンで使われてきたものであり、ディーゼルには一部で使われている。
乗用ディーゼルエンジン用としては、欧州仕様アベンシスで採用されているDPFと一体化しPMとNOxを同時に還元するトヨタのDPNRがある。
NOxを還元するのに燃料分の多いリッチ燃焼が必要であり、軽油内の硫黄分が触媒の機能を奪うのが欠点である。

## 燃料
ディーゼルエンジンの燃料は、発火点が225 ℃程度であれば多様なものが使用できるが、灯油・軽油・重油が使われる。ディーゼルエンジンに誤ってガソリンを給油すると、発火点が約300 ℃と高いため点火できずにエンジンは止まる。給油配管と噴射ポンプからガソリンを除くことで復旧できるが、潤滑性のないガソリンによって噴射ポンプを傷める可能性がある。
軽油に水素などを混合した二元燃料の利用も可能であるが、エンジンや配管の再設計が必要となる。
一方で引火点については、軽油が約50 ℃であるのに対して、ガソリンのそれは約-40 ℃となるため、ガソリンを危険なものにしている。ガソリンは-40 ℃以上で火に近づけるだけで危険だが、50 ℃以下の軽油に火を近づけても、すぐに燃えるわけではない。それにも関わらず、火がない環境でこれら2つの温度を上げてゆくと、発火点の差から先に自ら火が着くのは軽油である。この軽油の発火点の低さと引火点の高さが、燃料の爆発を自己着火に頼るディーゼルエンジンでの使用を容易にしている。
航空機では、灯油に近い性質を持ち航空用ガソリンより安価なジェット燃料が使える。これは現代の固定翼機ならびに回転翼機で主流のターボジェットエンジン・ターボファンエンジンやターボシャフトエンジンといったガスタービンエンジンと燃料を共用できる点ではガソリンエンジンよりも有利であり、また低出力機ではディーゼルエンジンを含むレシプロエンジンの低燃費のメリットが大きくなる。ノッキング対策として使用される有鉛ガソリンは有毒で取り扱いが難しく、環境負荷も大きいため環境税の値上げなどで規制される傾向にある。そのため現代では地方の飛行場で燃料補給に支障をきたすことも少なくない。以上の理由などにより、無人機も含む軽飛行機や一部の小型ヘリコプターなどのように、タービンエンジンの強みである軽量高出力やディーゼルエンジンの弱点である低温環境や高高度での性能を必要としない機材については、軍民ともに複数の大きな利点がある。
車両においては、機材が大型になるほどガソリンエンジンよりもディーゼルエンジンが有利になりやすいという一般的特徴に加えて、燃料の引火点が高いことから被弾時の火災リスクが低いといった利点があり、とくに軍用では多く使われている。また、上述のように軍用航空機と燃料を共用しやすい点も、とくに補給ルートや設備の限られる戦場では大きな優位点となる。

### 新たな燃料

#### 合成油
エミッション（排気ガス）低減の足かせとなる鉱物油由来の天然燃料に代わり、次世代のディーゼル燃料として注目されているのが、GTL（Gas To Liquid、ガス・トゥー・リキッド）、BTL（Biomass To Liquid、バイオマス・トゥー・リキッド）、CTL（Coal To Liquid、コール・トゥー・リキッド）等の合成油である。これらの燃料は、単体で、あるいは軽油に混合してディーゼルエンジンに使用することで、排ガスでは低公害化が期待できる。
GTL燃料の原料は天然ガス、CTL燃料は石炭であり、軽油に比べセタン価が高く、SOxの原因となる硫黄分やPMを発生させるベンゼン・キシレンなどの芳香族炭化水素をほとんど含まない。CNGや水素とは異なり常温でも液体のため、現在の燃料販売ルートになじみやすい。ただし、加工時のエネルギー分のCO2排出量がそのまま燃焼させるより増加するために、地球環境には優しくない。また、硫黄が含まれないことから、潤滑作用の点で軽油に劣るため、添加剤で対応する必要がある。
BTL燃料は、植物を原料とし液体燃料として合成したもので、GTL・CTL燃料と同様に硫黄や芳香族炭化水素を含まず、燃焼時に排出されるCO2は植物が生長する際に吸収したCO2量に等しくなる、などの特徴がある。
これらの合成油は、高セタン価燃料であるため、単体専用ディーゼルエンジンとしてなら圧縮比を13–15:1へと低圧縮比化でき、エネルギー効率を上げ低燃費化できるのも利点である。これらは、生産量が増加すれば価格も下がっていくと見られており、今後のディーゼル燃料の主流として期待されている。

#### DME
ジメチルエーテル（(DM） をディーゼル燃料として使うことも実用化されつつある。メタノールを脱水縮合反応合成してエネルギー密度を上げる方法ではなく、合成ガスからの直接合成による低純度低価格な大量生産が確立しつつある。原料として天然ガス、石炭、植物など合成ガス化できるものなら良く、有酸素燃料でガス由来の合成油より合成エネルギー損失が少ないのが利点である。
DME燃料は軽油と同等のセタン価で、硫黄分や芳香族炭化水素を含まない。機械式燃料噴射では低圧で体積変化するため噴射量制御が難しかったが、コモンレールで高圧安定化されたことにより噴射量制御が正確になり、適した燃料となった。
また、重油とDMEを混合することで、排気ガスの浄化が望まれることも明らかになりつつある。A重油と混合した場合、NOx,COxもボリュームパーセントでは低下する。

#### BDF
植物油をエステル交換（メタノリシス）してグリセリンを除去し脂肪酸メチルエステル（FAME）とした燃料（Bio Diesel Fuel；BDF）である。

#### BHD
油脂を水素化分解して作る水素化処理油（Bio Hydrofined Diesel; BHD）である。

## 歴史
1885年、イギリス人の発明家ハーバート・アクロイド・スチュアートがパラフィンを使ったエンジンの可能性について調査し始めた。これはガソリンと違いキャブレターで蒸発させるのが難しかった。彼の発明した焼玉エンジンは1891年にリチャード・ホーンスビー・アンド・サンズ社にて製造された。これは世界初の加圧式燃料噴射装置を使った内燃機関であった。このホーンスビー・アクロイド式機関は比較的に低圧縮比で、圧縮加熱による燃料の着火には温度は不十分であった。現代的なディーゼルエンジンは直接噴射と圧縮着火を組み込んだものであり、この2つのアイディアはアクロイド・スチュアートとチャールズ・リチャード・ビニー（Charles Richard Binney）によって1890年5月に特許が取得されている。1890年10月8日には、燃料と空気を分けてエンジンに供給する完全なエンジンの基本的な働きを詳しく述べたもうひとつの特許がとられた。アクロイドのエンジンと現代のディーゼルエンジンの違いは冷間始動時にシリンダーに特別に熱を供給する必要があるかどうかである。1892年、ディーゼルエンジンが発明される1年前にアクロイドスチュアートは追加の熱源を必要としない改良版を作り出した。

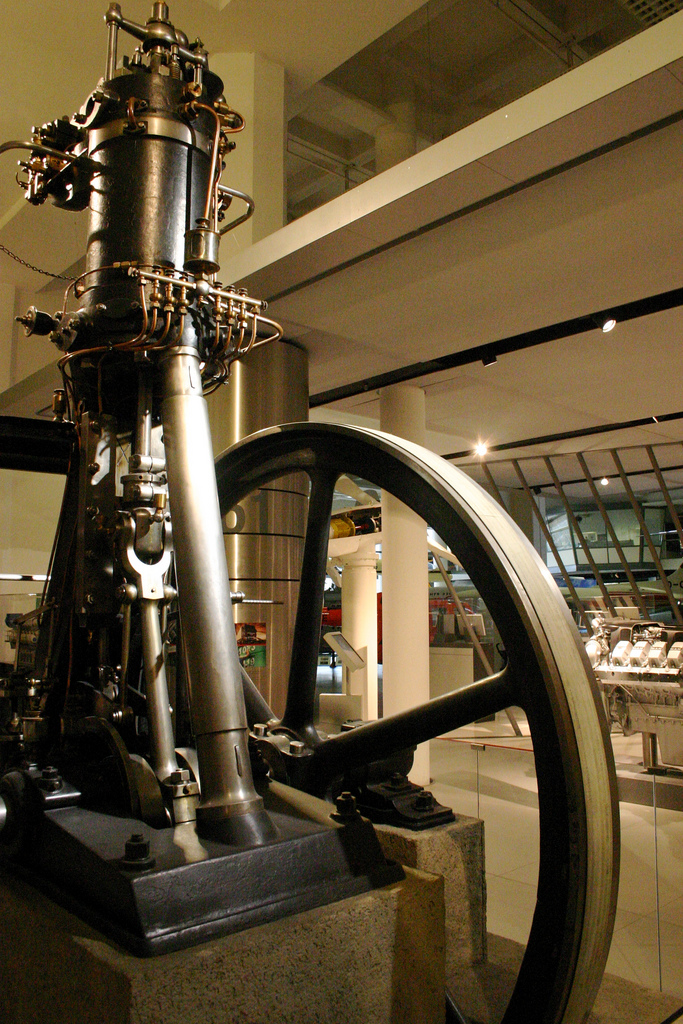
ディーゼルの1897年のオリジナルエンジンが展示されているドイツミュンヘン、ドイツ博物館

1892年、アクロイド・スチュアートは圧縮比の向上を可能にするウォータージャケット気化器の特許を取得した。同年にトーマス・ヘンリー・バートンが実験的に気化器をなくし、シリンダーヘッドに置き換えた高圧縮比版を制作した。それ故、高い圧縮比を通して着火し、空気の予備加熱に頼らなくなった。
ルドルフ・ディーゼルはアクロイドエンジンを発展させ、1892年にドイツ、スイス、イギリス、アメリカで特許を取得した。
1893年にアクロイドはエンジン開発をやめている。

### 年表

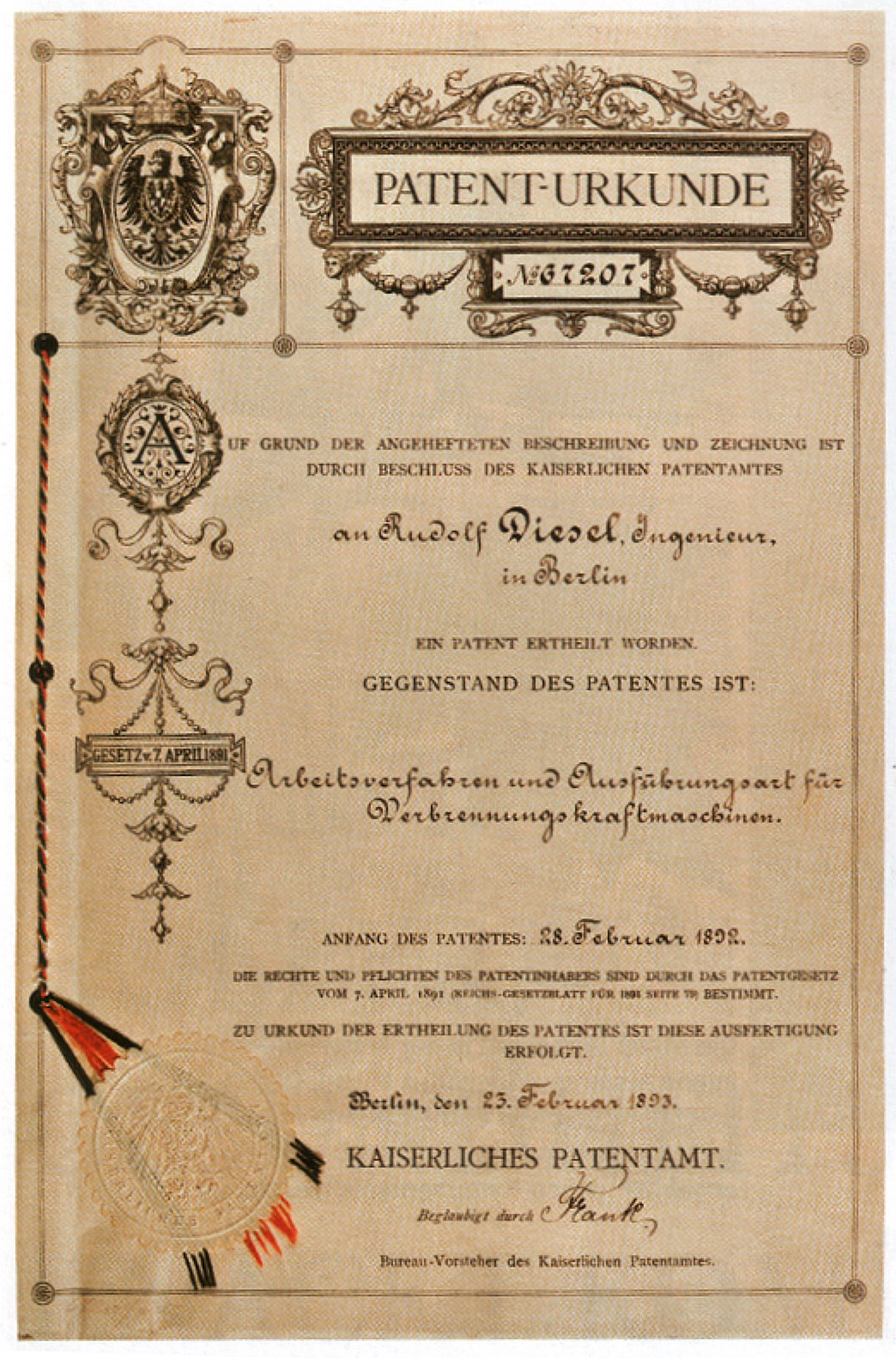
ルドルフ・ディーゼルの1893年の特許証書

- 1892年: 2月23日、ルドルフ・ディーゼルが "Arbeitsverfahren und Ausführungsart für Verbrennungskraftmaschienen" と題した特許 (RP 67207) を取得。
- 1893年: ディーゼルが「既知の蒸気機関と内燃機関を置換する合理的熱機関の理論と構築」と題する論文を発表。
- 1897年: 8月10日、ディーゼルがアウクスブルクで初の実働するプロトタイプを製作。
- 1898年: ディーゼルがロシアの石油会社 Branobel にディーゼルエンジンのライセンスを供与。同社は蒸留していない石油で動くエンジンに興味を持っていた。同社の技術者らは4年をかけて船用のディーゼルエンジンを設計。
- 1898年: ディーゼルは製造業者クルップとスルザーにディーゼルエンジンのライセンスを供与。両社はまもなく主なディーゼルエンジン製造業者となる。
- 1902年: 1910年までにMANが据え置き型ディーゼルエンジンを82機製造。
- 1903年: ニジニ・ノヴゴロドの造船所で、世界初のディーゼルエンジン搭載石油タンカー "Vandal" が進水。
- 1904年: フランスで世界初のディーゼル潜水艦 Z を建造。
- 1905年: Alfred Büchi がディーゼルエンジン用ターボチャージャーとインタークーラーを考案。
- 1908年: Prosper L'Orange がDeutz社と共に、ニードル型噴射ノズルで精密に制御可能な噴射ポンプを開発。
- 1909年: Prosper L'Orange がベンツ&シー社と共に予燃焼室式の半球型燃焼室を開発。
- 1910年: ノルウェーの探検船フラム号にディーゼルエンジンを搭載。商船ではシェランディアが最初となる。
- 1912年: デンマーク初のディーゼル船シェランディア（Selandia） 建造。世界初のディーゼル機関車製作。
- 1913年: アメリカ海軍の潜水艦がNELSECO社製のディーゼルエンジンを採用。郵便船ドレスデン号でイギリス海峡を渡っているとき、ルドルフ・ディーゼルが謎の死を遂げる。
- 1914年: ドイツのUボートがMAN社製ディーゼルエンジンを搭載。
- 1919年: Prosper L'Orange 予燃焼室式の特許を取得し、ニードル噴射ノズルを製作。カミンズがディーゼルエンジンを生産開始。
- 1921年: Prosper L'Orange が連続可変出力式噴射ポンプを製作。
- 1922年: ベンツがディーゼルエンジンを搭載した初のトラクターを発売。
- 1923年: MAN、ベンツ、ライムラーが初のディーゼルエンジン搭載トラックを製作し、試験を開始。
- 1924年: フランクフルトモーターショーにディーゼルエンジン搭載トラックが出展される。フェアバンクス・モースがディーゼルエンジンを生産開始。
- 1927年: ボッシュがトラック用噴射ポンプと噴射ノズルを生産開始。Stoewerが初のディーゼルエンジン搭載乗用車を試作。
- 1930年代: キャタピラー社が自社製トラクター用にディーゼルエンジンの生産を開始。
- 1932年: MAN社が160馬力という当時世界最高出力のディーゼルトラックを発売。
- 1933年: シトロエンが世界初のディーゼルエンジン搭載乗用車（Rosalie）を製作。イギリスのディーゼルエンジン研究者ハリー・リカルドの設計したエンジンを採用[63]。ディーゼルエンジンの使用が規制されていたため、発売されなかった。一方、日本ではヤンマーが小型汎用高速ディーゼルエンジンの自社開発に成功（「HB型」ディーゼルエンジン）。
- 1934年: マイバッハが世界初の鉄道車両用ターボディーゼルを製造。
- 1934年-35年: ドイツのユンカースが航空機用ディーゼルエンジン「ユモ（Jumo）」シリーズの生産を開始。有名なユモ205は第二次世界大戦の勃発までに900台以上生産されている。
- 1936年: メルセデス・ベンツがディーゼル乗用車260Dを製作。ハノマーグやSaurerも相次いでディーゼル乗用車を生産。アッチソン・トピカ・アンド・サンタフェ鉄道にスーパー・チーフ用のディーゼル機関車が採用される。建造中の飛行船ヒンデンブルクでディーゼルエンジンを採用（ダイムラー・ベンツ製エンジン 602LOF6）。
- 1936年: ソビエト連邦がBT-7戦車にVD-2ディーゼルエンジンを搭載して実験、後に改良型V-2エンジン搭載のBT-7Mとして量産され、1939年末より部隊配備開始。
- 1937年: ソビエト連邦が開発中の戦車A-20及びA-32にV-2ディーゼルエンジンを搭載。1939年にA-32の拡大改良型A-34が、T-34として採用される。
- 1937年: BMWが航空機用ディーゼルエンジン BMW 114 を試作。
- 1940年: 航空機用ディーゼルエンジン・ユモ207Aを搭載したJu 86P高々度爆撃/偵察機が開発され、同年から実戦投入される。
- 1944年: Klöckner Humboldt Deutz AG（KHD）が空冷式ディーゼルエンジンを開発。
- 1953年: メルセデス・ベンツがターボディーゼル搭載トラックをシリーズで発売。
- 1968年: プジョーが204に小型車としては初のディーゼルエンジンを採用。横置きで前輪駆動。
- 1973年: DAFが空冷式ディーゼルエンジンを採用。
- 1976年: 2月、フォルクスワーゲンが乗用車ゴルフ用のディーゼルエンジンの試験を開始。チューリッヒ工科大学でコモンレール式噴射システムを開発。
- 1977年: 初のターボディーゼル搭載乗用車の生産開始（メルセデス・ベンツ・300SD）。
- 1994年: ボッシュがディーゼルエンジン用ユニットインジェクターシステムを開発。
- 1995年: デンソーがコモンレールシステムを世界で初めて実用化し、日野ライジングレンジャーに搭載。
- 1997年: アルファロメオ・156で乗用車初のコモンレールを実現。
- 1998年: BMWがディーゼルエンジン搭載の320dでニュルブルクリンク24時間レースに優勝。
- 2004年: 西ヨーロッパで乗用車のディーゼルエンジン搭載率が50 %を越えた。
- 2008年: スバルが乗用車用の水平対向ディーゼルエンジンを導入。EGRシステムで「ユーロ5」にも適合。

## 製造者

### 日本のメーカー
2021年現在。△はエンジンを他社より供給を受けている
| メーカー                                                                                          | 乗用車                  | 商用車                  | 船舶 | 農機 | 産業 | 鉄道 |
| ------------------------------------------------------------------------------------------------- | ----------------------- | ----------------------- | ---- | ---- | ---- | ---- |
| 井関農機                                                                                          |                         |                         |      | ○    | ○    |      |
| いすゞ自動車                                                                                      | ○                       | ○                       | ○    | ○    | ○    |      |
| 三菱ふそうトラック・バス                                                                          |                         | ○                       |      |      | ○    |      |
| 日野自動車                                                                                        |                         | ○                       |      |      | ○    |      |
| UDトラックス （旧:日産ディーゼル）                                                                |                         | ○                       |      |      | ○    |      |
| トヨタ自動車                                                                                      | ○                       | ○                       |      |      | ○    |      |
| 日産自動車                                                                                        | 海外のみ                | △                       |      |      |      |      |
| 本田技研工業                                                                                      | 海外のみ                |                         |      |      |      |      |
| マツダ                                                                                            | ○                       | ○                       |      |      |      |      |
| SUBARU （旧:富士重工業）                                                                          | 海外のみ （2020年廃止） |                         |      |      | ○    |      |
| 三菱自動車工業                                                                                    | ○                       | 海外のみ                |      |      |      |      |
| ダイハツ工業                                                                                      | 海外のみ                | 海外のみ                |      |      | ○    |      |
| スズキ                                                                                            | 海外のみ （2021年廃止） | 海外のみ （2021年廃止） |      |      |      |      |
| ヤンマーパワーテクノロジー （ヤンマーホールディングス）                                           |                         |                         | ○    | ○    | ○    |      |
| クボタ                                                                                            |                         |                         | ○    | ○    | ○    |      |
| IHIシバウラ                                                                                       |                         |                         |      |      | ○    |      |
| 小松製作所                                                                                        |                         |                         | ○    |      | ○    | ○    |
| 三菱重工業 三菱UE機関のライセンサー並びに Wärtsilä 社のスルザー系製品のライセンシー兼一部共同開発 |                         |                         | ○    | ○    | ○    |      |
| 川崎重工業 MAN B&W のライセンシー                                                                 |                         |                         | ○    |      | ○    |      |
| 三井造船 MAN B&W のライセンシー                                                                   |                         |                         | ○    |      | ○    |      |
| 日立造船 MAN B&W と Wärtsilä のライセンシー                                                       |                         |                         | ○    |      | ○    |      |
| IHI（ディーゼルユナイテッド）Wärtsilä と MAN SAS の 元S.E.M.T Pielstick系 のライセンシー          |                         |                         | ○    |      | ○    |      |
| 新潟原動機 （旧：新潟鐵工所）                                                                     |                         |                         | ○    |      | ○    | ○    |
| 神鋼造機                                                                                          |                         |                         | ○    |      | ○    |      |
| 赤阪鐵工所 自社4ストローク機関と三菱UE機関のライセンシー                                          |                         |                         | ○    |      | ○    |      |
| 阪神内燃機工業 自社4ストローク機関と川崎MAN B&Wのライセンシー                                     |                         |                         | ○    |      | ○    |      |
| マキタ 自社4ストローク機関と三井MAN B&Wのライセンシー                                             |                         |                         | ○    |      | ○    |      |
| ダイハツインフィニアース                                                                          |                         |                         | ○    |      | ○    |      |
| 神戸発動機 三菱UE機関のライセンシー                                                               |                         |                         | ○    |      | ○    |      |

### アジア諸国（日本除く）のメーカー
韓国
- 現代自動車グループ（ヒュンダイ/キア）
- 現代重工業 自社4ストローク機関と MAN B&W と Wärtsilä と 三菱UE 2ストローク機関のライセンシー

### 欧州諸国のメーカー
欧米では複数メーカーを買収した持株会社を丸ごと別の持株会社が買収するなど大規模な再編が進行中であり、かつ合併によって消滅したメーカーも多い。
ドイツ
- 持株会社 Tognum AG の傘下にある MTU であるが2011年9月に Daimler AG と Rolls-Royce plc のジョイントベンチャーである Engin Holding GmbH が Tognum の筆頭株主になった。
- MTU
  - デトロイトディーゼル（米）の自動車用エンジンを除く事業を統合
- ダイムラー
  - メルセデス・ベンツを傘下に持つ
  - デトロイトディーゼル（米）自動車エンジン部門を傘下に持つ
  - 三菱ふそうトラック・バス株式会社(日本)を傘下に持つ
- ドイツ(e:Deutz AG）
- Volkswagen AG(フォルクスワーゲングループ)） MAN SE（MANグループの持株会社） を買収
- MAN Diesel & Turbo SE:ディーゼルエンジンを開発したルドルフ・ディーゼルを擁していた。
  - B&Wバーマイスター&ウエイン（デンマーク）を買収
  - SEMT ピルスティク（フランス）を買収し MAN DIESEL SAS（フランス）とする。

フランス
- プジョーシトロエン・モトール（PSA・プジョーシトロエングループのエンジン製造を担当。）
- ルノー

スウェーデン
- ボルボ
- スカニア

フィンランド
- シス
- Wärtsiläバルチラ
  - Sulzerスルザー（スイス）を買収し（現・バルチラ、スイス）とする

イギリス
- ロールス・ロイス・ホールディングス 買収した旧・Bergen社（ノルウェー）の舶用ディーゼルが主体、MTUも買収

その他
- パーキンス（英）

### アメリカのメーカー
- キャタピラー
- カミンズ
- ナビスター・インターナショナル（en:Navistar International Corporation）
- ゼネラルモーターズ
  - エレクトロ・モーティブ・ディヴィジョン（GM-EMD） - 機関車用エンジンを生産

### 基幹部品メーカー
- ボッシュ
- デンソー
- デルファイ
- シーメンスVDO（コンチネンタルに買収されている）